# Elezioni presidenziali negli Stati Uniti d'America del 1844
Le elezioni presidenziali negli Stati Uniti d'America del 1844 furono la 15° tornata elettorale quadriennale e si tennero da venerdì 1 novembre a mercoledì 4 dicembre. Il candidato del Partito Democratico James Knox Polk riuscì a sconfiggere l'avversario del Partito Whig Henry Clay, anche se solamente di stretta misura, in una competizione che vide nascere la controversia riguardo alla schiavitù e alla sua introduzione nei territori della Repubblica del Texas, che si volevano integrare negli Stati Uniti..
I temi principali affrontati nella campagna elettorale furono legati al tentativo della presidenza di John Tyler di annettere la regione texana come nuovo Stato federato schiavista; ciò contribuì in modo decisivo a minare l'unità interna sia dei Whig sia dei Democratici. Al Congresso stesso si accesero dispute sempre più aspre contro i sostenitori dell'abolizionismo.
Il candidato Whig Clay adottò un programma politico nettamente contrario all'annessione, basandosi sul principio di preservazione della parità regionale tra Nord libero e Sud schiavista, e cercando anche di evitare a tutti i costi una guerra, mediante l'accettazione delle richieste messicane sull'intero territorio texano; questo costò a Clay la perdita di un gran numero di elettori meridionali e del West, dove il sostegno all'annessione era più forte.
Alcuni Whig del Nord negli Stati rimasti maggiormente incerti spostarono il proprio voto sul nuovo partito dichiaratamente anti-schiavitù, il "Liberty Party". L'ex presidente democratico Martin Van Buren cercò di ottenere la nomina a candidato del Partito Democratico, ma fu battuto alla Convention nazionale per aver deluso le richieste degli espansionisti del Sud, che volevano un candidato a favore dell'acquisizione immediata del Texas. Al posto di Van Buren ebbe così modo di emergere James Knox Polk, il primo candidato presidenziale pressoché sconosciuto ("dark horse", cavallo scuro).
Polk proponeva un programma favorevole al desiderio popolare di un'espansione territoriale, spesso definito come "destino manifesto". Polk seppe collegare con successo la disputa di confine tra Stati Uniti e Regno Unito sulla divisione dell'Oregon Country con il dibattito riguardante l'annessione texana; in questa maniera riuscì a riunificare gli espansionisti del Nord anti-schiavitù (che chiedevano che l'Oregon divenisse uno Stato libero) agli espansionisti del Sud pro-schiavitù (che insistevano nell'acquisire il Texas come Stato schiavista). La mossa si rivelò vincente e soffiò la presidenza al concorrente prevalendo con meno di 40.000 voti di scarto.
Le usuali alleanze partitiche furono scosse dalla controversia texana, ma la fedeltà di partito dei Democratici al Congresso fu sufficiente all'indomani della vittoria di Polk per far approvare una risoluzione congiunta di Camera dei rappresentanti e Senato sull'annessione texana. Il Texas poté così entrare a far parte dell'Unione come 28º Stato a partire dal 1846.
Questa fu l'ultima elezione presidenziale tenutasi in giorni differenti nei diversi Stati. A partire dalle successive elezioni presidenziali del 1848 tutti gli Stati tennero la consultazione nella stessa giornata di novembre. Fu anche la prima volta in cui il vincitore perse sia nel proprio Stato di nascita (la Carolina del Nord) sia nel suo Stato di residenza (il Tennessee, per soli 123 voti), fatto mai ripetutosi sino alla vittoria di Donald Trump alle elezioni presidenziali del 2016. Fu l'unica volta in cui i due principali candidati erano entrambi degli ex Presidenti della Camera.
Nella mappa a lato i risultati; il colore blu indica gli Stati vinti da Polk/Dallas (15), mentre il camoscio quelli ottenuti da Clay/Frelinghuysen (11); i numeri rappresentano i grandi elettori assegnati a ciascuno Stato.

## Contesto

Mappa della Repubblica del Texas; l'area rivendicata è quella in verde chiaro, mentre il territorio effettivamente popolato dai bianchi americani è in verde scuro.

### Regole di discussione e controversie sull'annessione del Texas
Whig e Democratici intrapresero la campagna elettorale proprio durante il culmine delle polemiche congressuali sulle "norme di discussione", che indussero i Congressisti del Sud a sopprimere tutte le petizioni nordiste, anche quelle proposte dai governi dei singoli stati, volte a porre fine al commercio schiavista all'interno del distretto di Columbia, cioè della capitale Washington.
I compromessi tra nordisti e sudisti all'interno dei partiti e le manovre intraprese dai fautori della schiavitù negli Stati Uniti d'America nel corso di questi aspri dibattiti crearono tensioni sia tra i nordisti sia tra i sudisti di entrambi i partiti. La questione se l'istituto della schiavitù e i suoi principi aristocratici di autorità sociale fossero compatibili con il repubblicanesimo la cui matrice era la democrazia stava oramai diventando "una questione presente in maniera permanente nel sistema politico nazionale".
Nel 1836, una parte dello stato messicano di Coahuila y Texas dichiarò unilateralmente l'indipendenza del Texas per formare la Repubblica del Texas. I texani, per la maggior parte immigranti bianchi americani provenienti dal profondo Sud degli Stati Uniti, molti dei quali erano possessori di schiavi, cercarono di far ammettere la loro nuova entità regionale nell'Unione come uno degli Stati federati. All'inizio il tema dell'annessione del paese fu accuratamente evitato da entrambi i principali partiti.

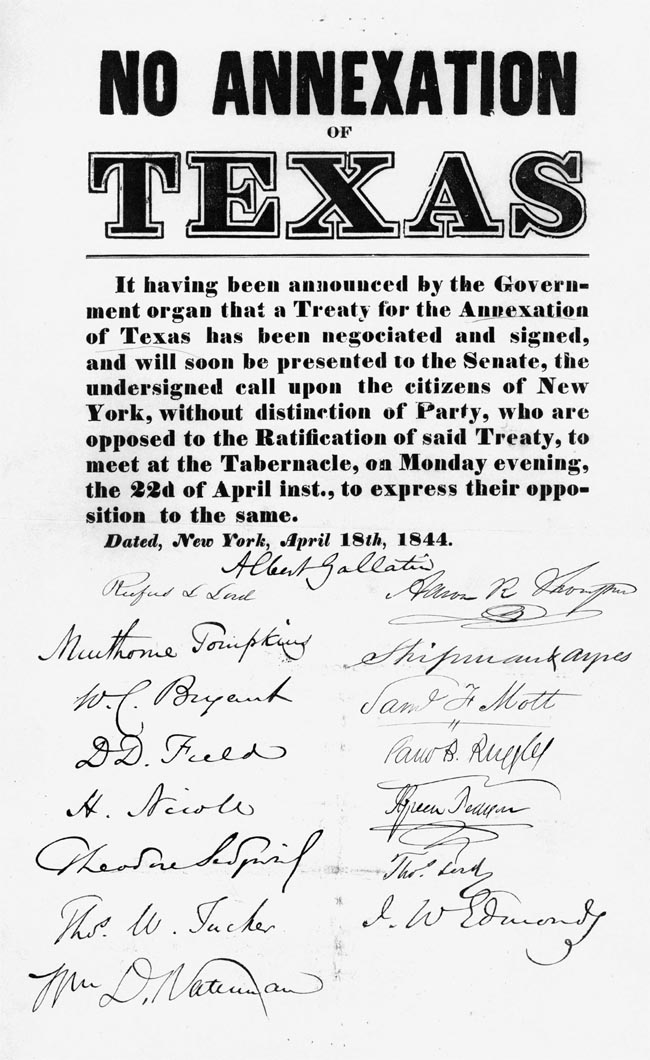
Albert Gallatin stilò il seguente manifesto anti-annessione e presiedette all'evento a New York nell'aprile del 1844.

Sebbene riconoscessero la sovranità del Texas, sia la presidenza di Andrew Jackson (1829-1837) che la seguente presidenza di Martin Van Buren (1837 - 1841) rifiutarono con decisione di proseguire sulla via dell'annessione. La prospettiva di portare l'ennesimo Stato schiavista dentro l'Unione si rivelava difatti essere piena di problemi. I Whig, ma anche i Democratici, considerarono almeno inizialmente lo Stato texano come un'entità che "non valeva la pena di un'inutile guerra straniera [con il Messico]" né tantomeno l'inizio di un ennesimo "combattimento tra fazioni" che la sua incorporazione avrebbe di certo provocato nell'opinione pubblica.

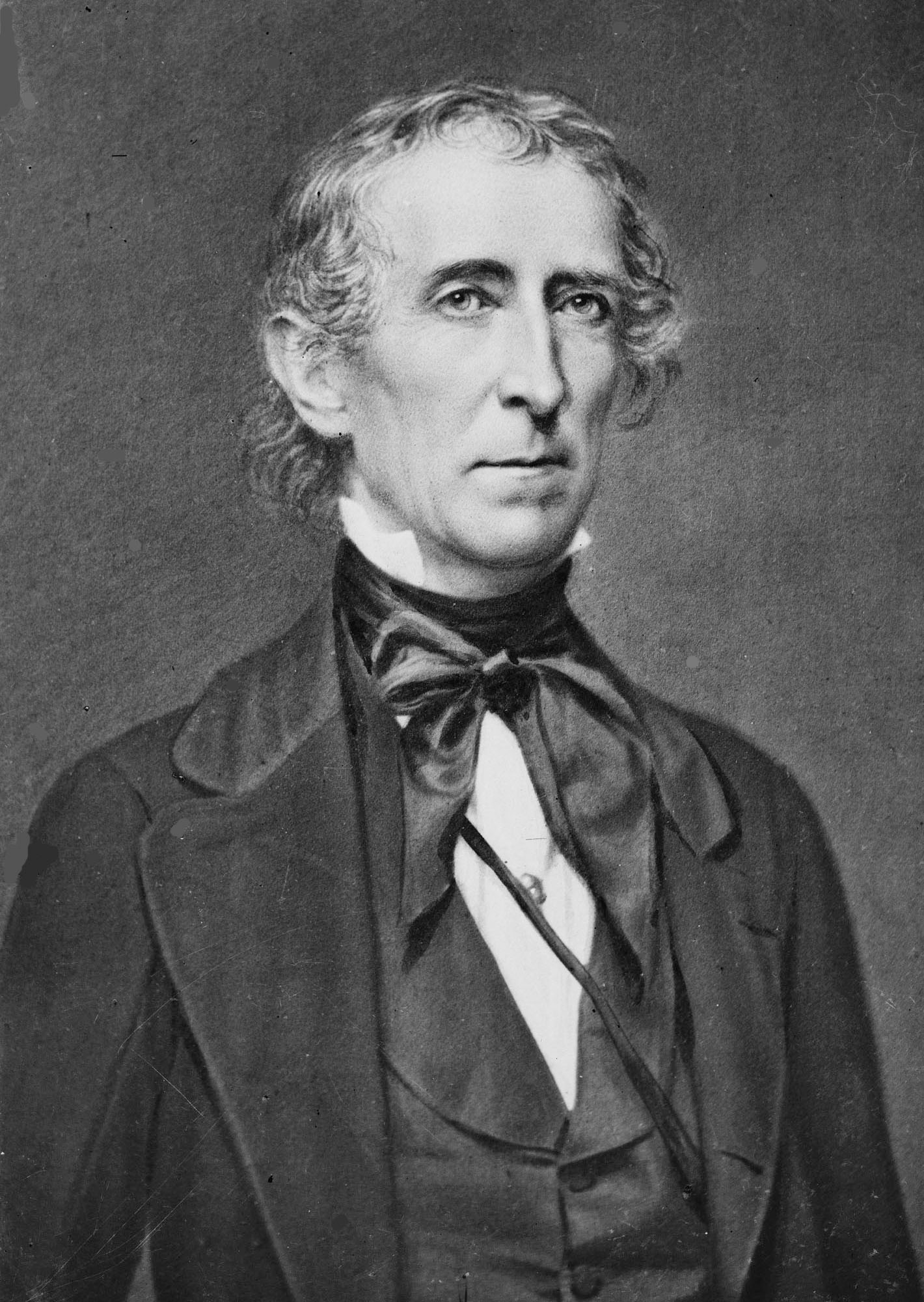
La presidenza di John Tyler si rese promotrice della bozza di accordo per l'immediata annessione texana conosciuta come Trattato Tyler-Texas.

### Trattato Tyler-Texas
La presidenza di John Tyler era iniziata immediatamente dopo l'improvvisa morte del presidente William Henry Harrison nel 1841. John Tyler,  un Whig anche se solamente di nome, emerse presto come il grande difensore dei diritti degli Stati impegnati nell'espansione della schiavitù, in contrasto con i principi del suo Partito.
Dopo aver posto il veto alle proposte di legge Whig, fu espulso dal partito il 13 settembre 1841. Rimasto così politicamente isolato, ma anche non più ostacolato in alcun modo da vincoli di partito, il nuovo presidente si schierò immediatamente con la piccola fazione degli annessionisti nel tentativo di farsi confermare a pieno titolo tre anni dopo.
Tyler si convinse che l'impero britannico stesse diplomaticamente incoraggiando un riavvicinamento tra il Texas e il Messico, il che avrebbe potuto portare a breve termine anche all'emancipazione degli schiavi in quel territorio; di conseguenza ordinò al proprio Segretario di Stato Abel Parker Upshur della Virginia di avviare negoziati segreti a oltranza sull'annessione texana con il ministro del Texas per gli Stati Uniti Isaac Van Zandt, il 16 ottobre 1843.
Tyler presentò infine il suo trattato Texas-USA per l'annessione al vaglio del Senato il 22 aprile 1844; per l'approvazione era richiesta una maggioranza dei due terzi. Il neo-nominato Segretario di Stato John Calhoun della Carolina del Sud (aveva assunto la posizione il 29 marzo) vi fece includere un documento noto come Lettera di Packenham, studiato per infondere un senso di urgenza nei Democratici Sudisti. In esso si descriveva la schiavitù come una benedizione sociale e l'acquisizione del Texas come una misura di emergenza necessaria per salvaguardare questo "peculiare istituto" negli Stati Uniti; in tal modo il presidente e Calhoun cercarono di unire il Sud in una crociata che avrebbe presentato al Nord un ultimatum: o sostenere l'ingresso del Texas schiavista o perdere interamente il Sud.
I Whig abolizionisti considerarono particolarmente notevole l'annessione del Texas, dal momento che il Messico aveva bandito la schiavitù nel territorio di Coahuila y Tejas già nel 1829, prima che questa regione si dichiarasse indipendente.
Le campagne presidenziali si svolsero quindi nel contesto di antagonismo tra annessionisti e anti-annessionisti, a sua volta legato alla questione dell'espansione della schiavitù e della sicurezza nazionale. I candidati dovettero perciò esprimere una posizione chiara e decisa su questo argomento potenzialmente esplosivo.

## Nomination

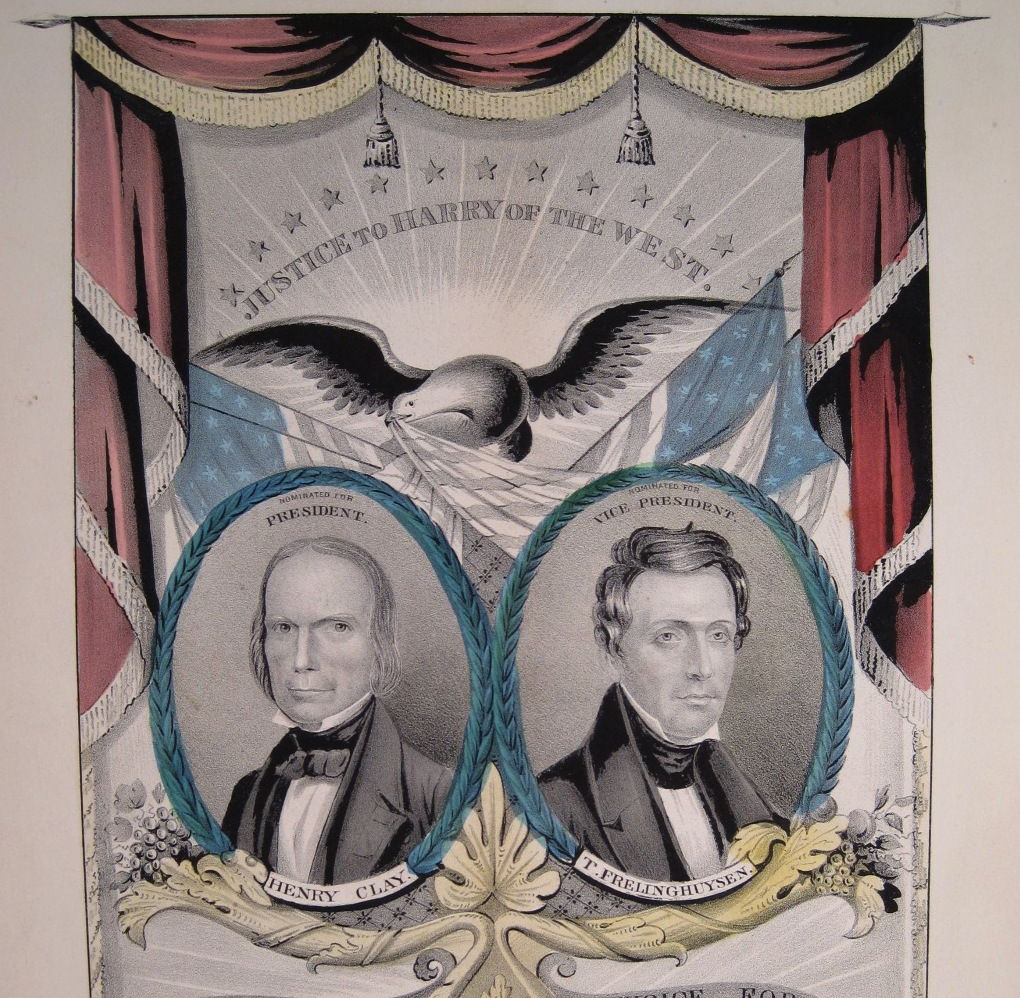
Manifesto per la campagna elettorale di Clay e Frelinghuysen.

### Whig
L'ex senatore Henry Clay del Kentucky, a tutti gli effetti l'unico leader riconosciuto del Partito Whig sin dal momento della sua fondazione nel 1834, fu scelto come candidato ufficiale alla Convention tenutasi a Baltimora il 1º maggio 1844; proprietario di schiavi egli stesso, presiedette un Partito in cui l'ala meridionale era sufficientemente fedele al programma politico nazionale da superare le proposte di espansione della schiavitù, che avrebbero potuto minare l'equilibrio tra Sud e Nord.
I Whig erano praticamente certi che Clay avrebbe saputo facilmente ripetere la vittoria schiacciante di William Henry Harrison alle elezioni presidenziali del 1840 contro qualsiasi candidato dell'opposizione. I Sudisti temevano soprattutto che l'acquisizione delle fertili terre del Texas avrebbe finito con il produrre un enorme mercato per il lavoro degli schiavi, gonfiandone il prezzo e deflazionando i valori della terra nei loro Stati d'origine; i Nordisti da parte loro invece paventarono che il nuovo Stato avrebbe dato il via all'apertura di un vasto "Impero Sudista interamente favorevole alla schiavitù".
Due settimane prima della Convention, in reazione alla lettera Pakenham di John Calhoun, Clay diede alle stampe, il 17 aprile, un documento noto come Lettera Raleigh che esponeva le sue opinioni sulla questione texana ai propri compagni meridionali; respingeva categoricamente la proposta di legge sull'annessione del presidente John Tyler e prediceva che la sua approvazione avrebbe provocato inevitabilmente una guerra con i vicini messicani, in quanto il loro governo non aveva mai riconosciuto l'indipendenza di quella regione. Clay inoltre avvertiva che, anche se il Messico fosse stato favorevole all'annessione, egli l'avrebbe comunque bloccata se si fosse manifestata negli Stati Uniti un'opposizione sostanziale.
La dirigenza Whig era consapevole che qualsiasi legge pro-schiavitù avanzata dalla sua ala meridionale avrebbe contribuito ad alienarsi la sua corrente del Nord anti-schiavitù e di conseguenza paralizzato l'intero Partito al momento delle elezioni generali. Al fine di preservare l'unità i Whig dovevano opporsi all'acquisizione del nuovo Stato schiavista; si accontentarono pertanto di limitare il programma politico della campagna elettorale a questioni meno controverse come i miglioramenti strutturali interni e la finanza pubblica.
Come compagno di corsa dell'ex senatore fu scelto Theodore Frelinghuysen del New Jersey. Sostenitore del ritorno in Africa degli schiavi emancipati, si rese accettabile ai Whig del sud perché oppositore degli abolizionisti più intransigenti; la sua reputazione di uomo estremamente pio bilanciò l'immagine di Clay, appassionato di duelli, padrone di schiavi e forte bevitore. Il motto della campagna fu il blando Hurray, Hurray, the Country's Risin' – Vote for Clay and Frelinghuysen! (Urrà, urrà, la nazione si solleva. Votate per Clay e Frelinghuysen!)

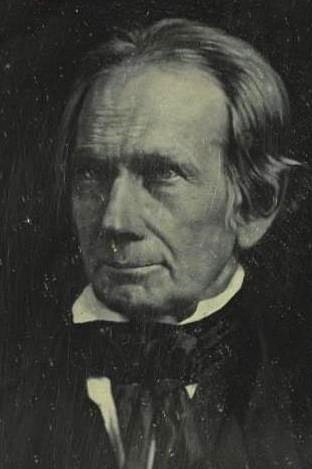
Henry Clay, ex Presidente della Camera dei rappresentanti per il Kentucky.
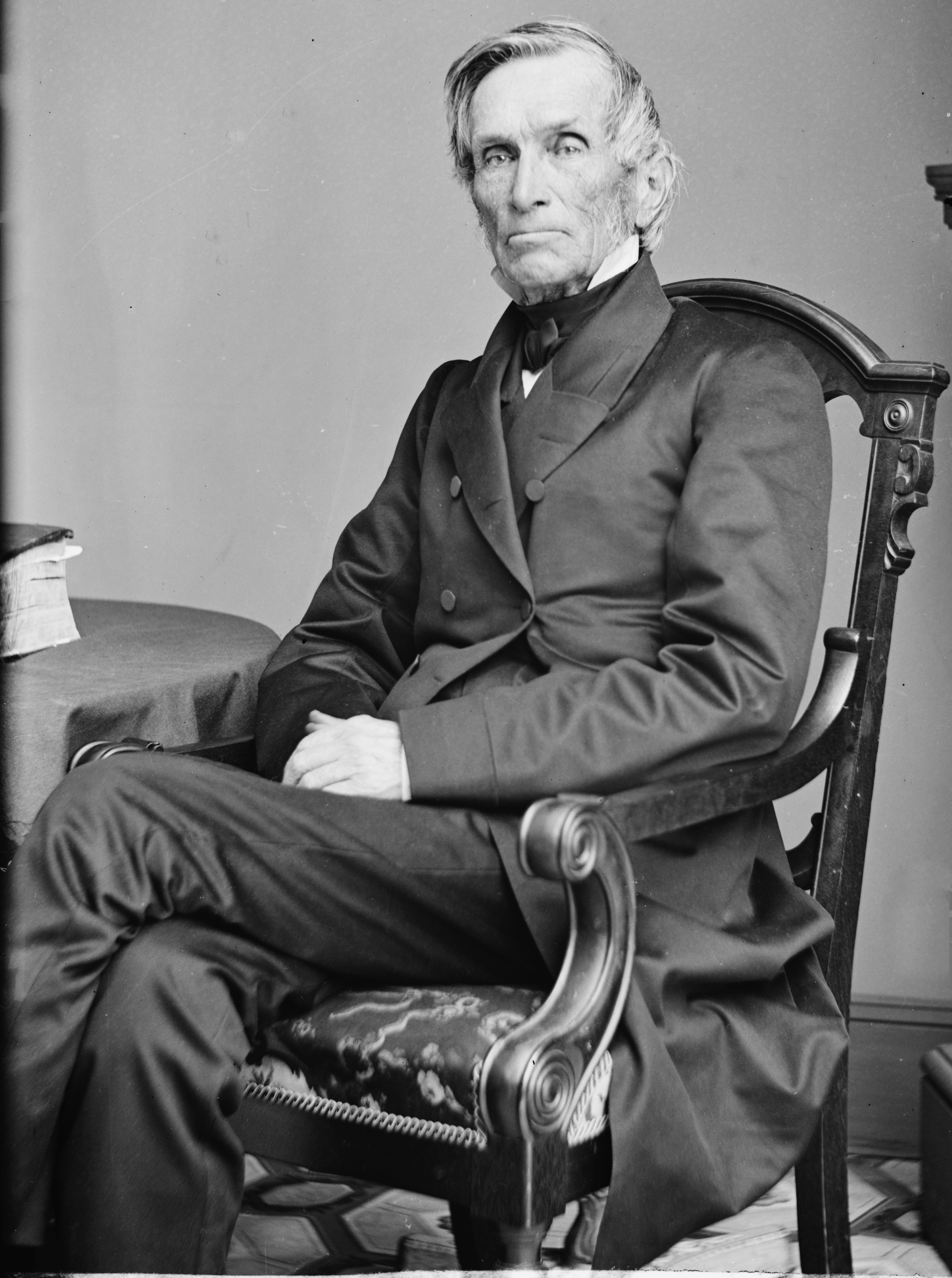
Theodore Frelinghuysen, ex senatore per il New Jersey.
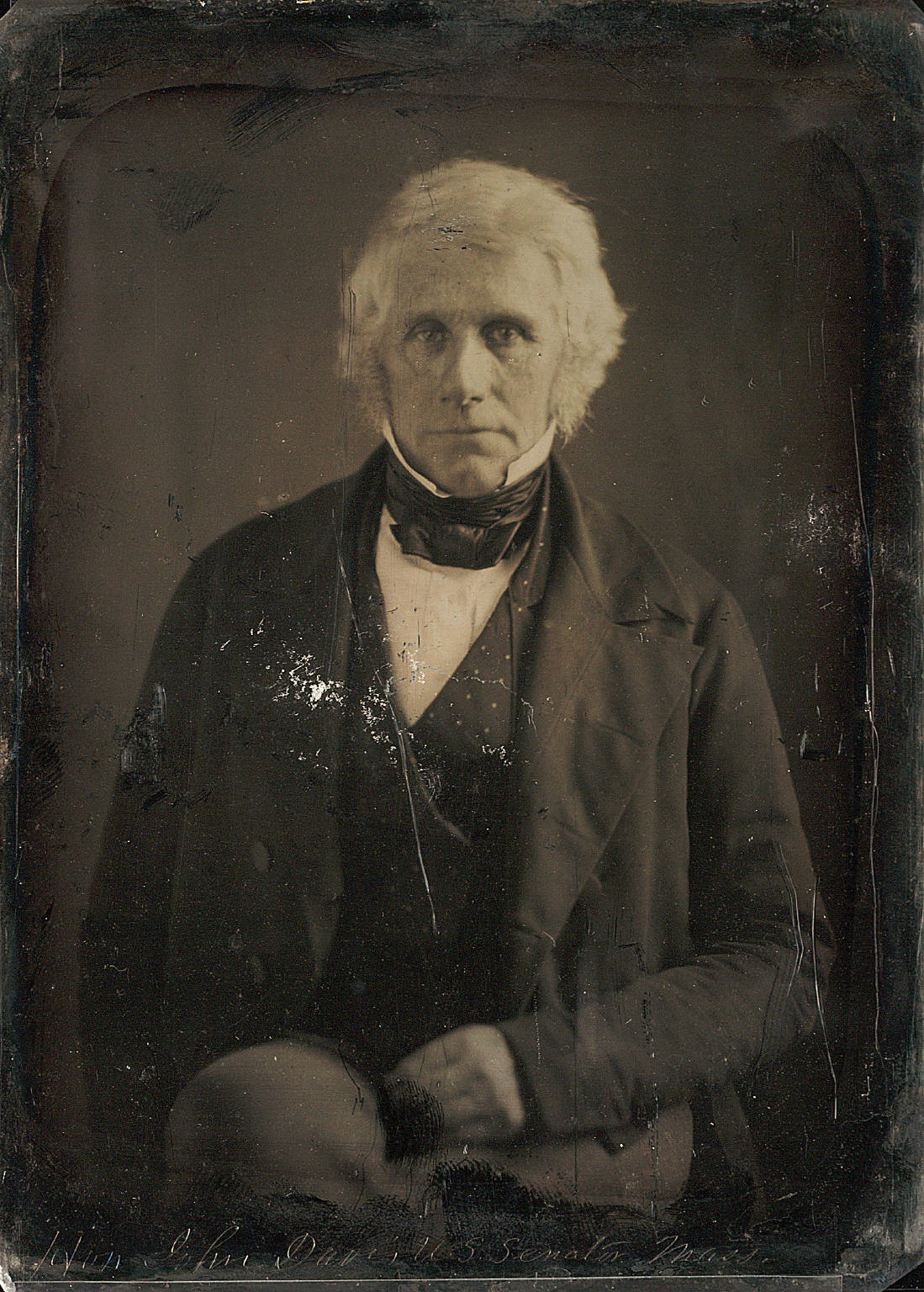
John Davis, ex senatore per il Massachusetts.
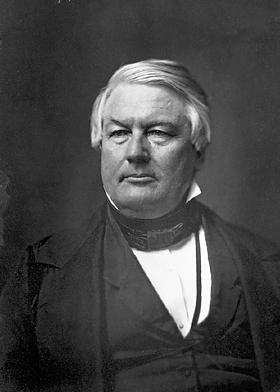
Millard Fillmore, membro della Camera dei rappresentanti per lo Stato di New York.
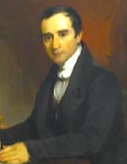
John Sergeant, ex membro della Camera per la Pennsylvania.

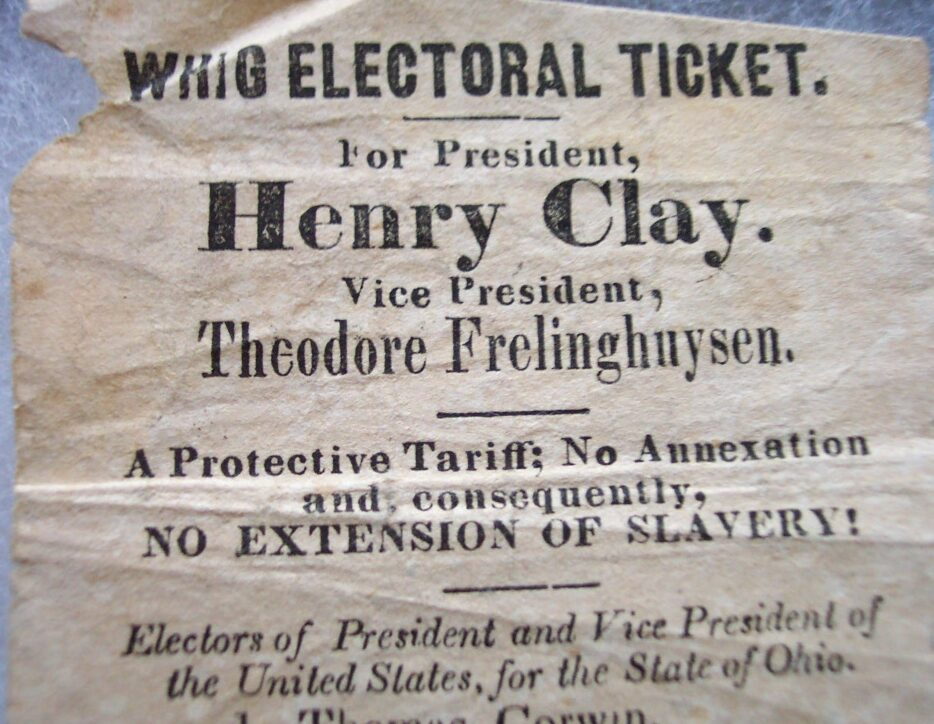
Volantino Whig: "dazi protettivi; no all'annessione e alle sue conseguenze, no all'estensione della schiavitù!"

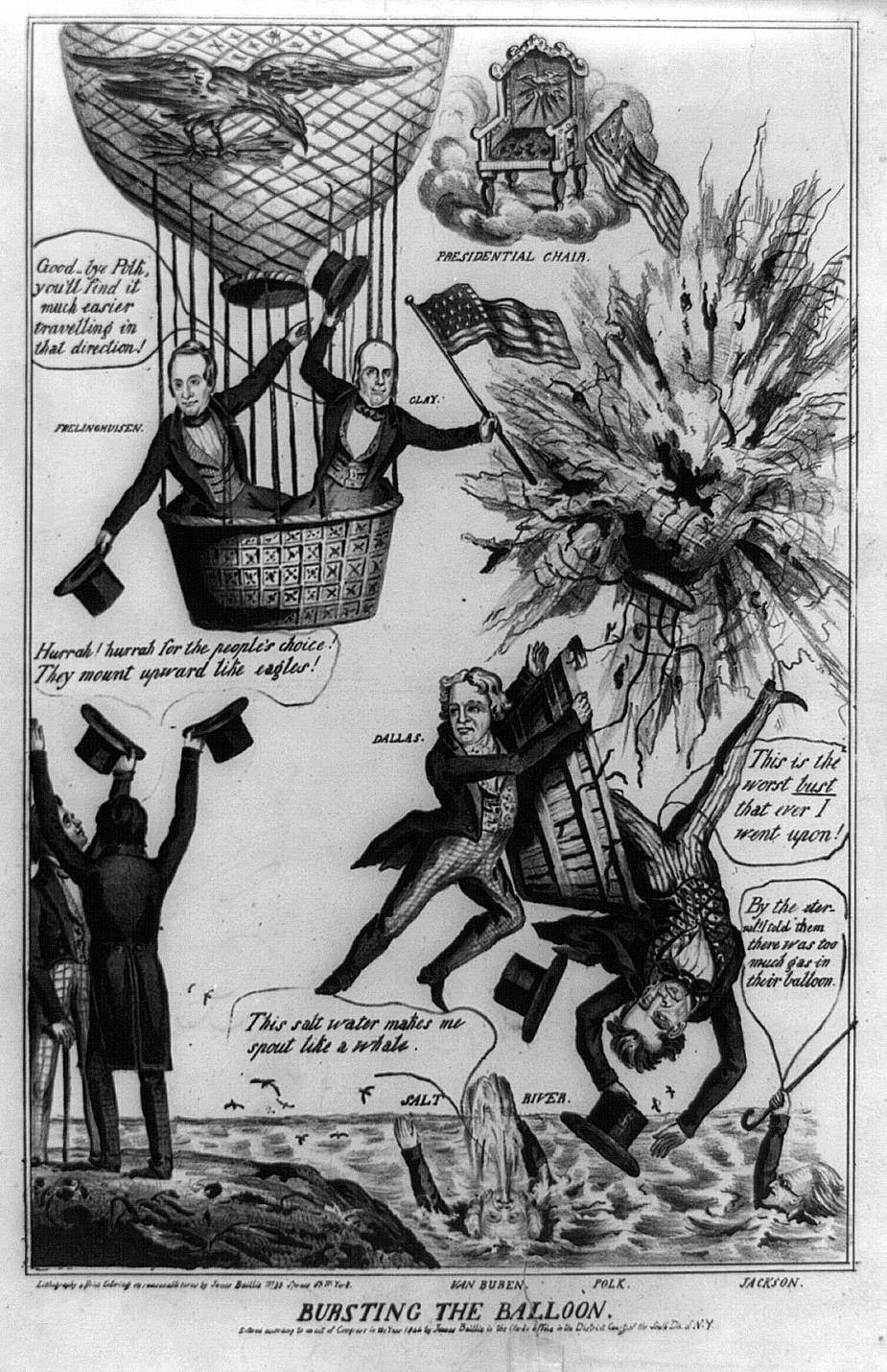
"Scoppia il pallone: le frustrazioni dei Democratici nella corsa per la Presidenza". Qui l'ascesa dei Democratici è sventata dall'esplosione del loro pallone, che fa cadere Polk (a destra) e il suo Vice George M. Dallas a "Salt River" (un colloquialismo per indicare disgrazia politica o fallimento). H. Clay sembra averlo bucato con l'asta della bandiera americana. Già in acqua ci sono gli ex "cavalli da guerra" avversari Martin Van Buren e Andrew Jackson. Jackson agitando il bastone dice: "Per l'Eterno! Gli avevo ben detto che c'era troppo gas nella loro mongolfiera". A sinistra Clay e Frelinghuysen salgono trionfanti verso la Casa Bianca in un pallone adornato da un'aquila. Il primo dice: "Addio Polk, troverai molto più facile viaggiare in quella direzione!" Il secondo saluta i sostenitori che lo acclamano dal basso: "Evviva, evviva la scelta del popolo! Si alzano come aquile!"

| Votazioni per la presidenza | 1°  | Votazioni per la vicepresidenza | 1°  | 2°  | 3°  |
| --------------------------- | --- | ------------------------------- | --- | --- | --- |
| H. Clay                     | 275 | T. Frelinghuysen                | 101 | 118 | 154 |
|                             |     | J. Davis                        | 83  | 75  | 79  |
|                             |     | M. Fillmore                     | 53  | 51  | 40  |
|                             |     | J. Sergeant                     | 38  | 33  | 0   |
|                             |     | Astenuti                        | 0   | 0   | 2   |

| Candidati del Partito Whig, 1844                             |                                           |
| Henry Clay                                                   | Theodore Frelinghuysen                    |
| per Presidente                                               | per Vice Presidente                       |
|                                                              |                                           |
| 7º Presidente della Camera (1811–1814, 1815–1820, 1823–1825) | Ex senatore per il New Jersey (1829-1835) |
| Campaign                                                     |                                           |

#### Lettera dall'Alabama di Clay
Il 27 luglio H. Clay, nel mezzo della sua campagna contro J. K. Polk, pubblicò una dichiarazione di posizione, la cosiddetta lettera dall'Alabama. In essa, egli consigliava agli elettori Whig di considerare l'annessione a Stato del Texas come una semplice fase del declino della schiavitù negli Stati Uniti piuttosto che un progresso a lungo termine del "Potere schiavista". Specificò meglio la sua posizione dichiarando che non aveva "nessuna obiezione personale all'annessione" della repubblica texana. Ritornò tuttavia al suo orientamento originale già a settembre. I Whig del nord avevano espress intanto la loro indignazione per ogni forma di distensione verso il "Potere schiavista" e non mancarono di accusarlo di doppiezza ed ambiguità.
La posizione centrale dell'ex senatore tuttavia non era cambiata: nessuna annessione senza l'esplicito consenso del Nord. Questo impegno mise quindi i Whig del sud sotto pressione nei loro Stati d'origine e nei distretti congressuali, minacciando di intaccare la loro reputazione di sostenitori della schiavitù.

#### Tattica elettorale Whig
Lo storico Sean Wilentz descrive alcune delle tattiche della campagna:
Con maggiore successo si legarono al movimento anticattolico nativista risorgente nello Stato di New York e in Pennsylvania e fecero circolare storie che, come presidente, Clay avrebbe rafforzato le leggi sull'immigrazione e la naturalizzazione. Troppo tardi egli cercherà di allontanarsi dai nativisti.
Il Liberty Party alimentò la confusione... Clay diventò l'oggetto dei peggiori attacchi abolizionisti: un noto volantino, stampato in moltissime copie, scritto dall'abolizionista pastore luterano Abel J. Brown, lo bollava come un "ladro, schiavista e assassino" accusandolo di "aver venduto Gesù Cristo proprio come Giuda Iscariota!"
I leader Whig si preoccuparono così tanto che, verso la fine della campagna, inventarono una lettera falsa che avrebbe dovuto dimostrare che J. Birney lavorava segretamente in combutta con i Democratici e la diffusero per tutto New York e in Ohio.»

### Democratici

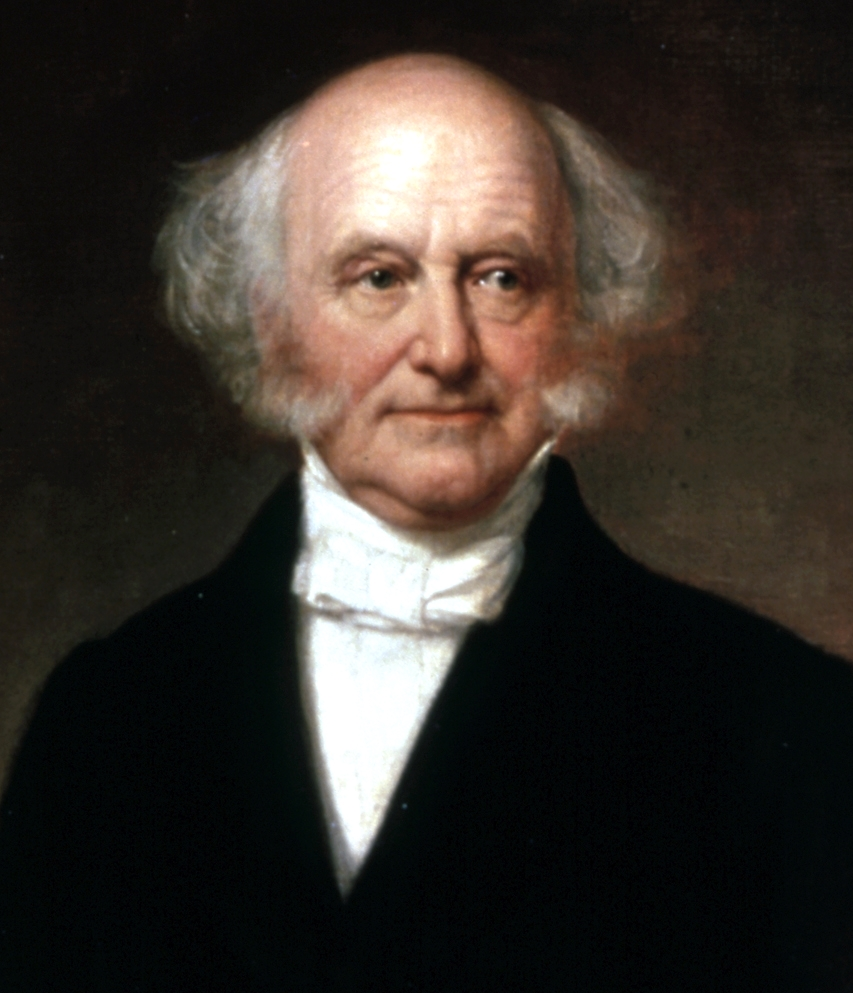
Martin Van Buren, ex Presidente degli Stati Uniti d'America.

Van Buren, ex presidente e principale artefice della democrazia jacksoniana, fu il candidato favorito alla nomina democratica fino a primavera inoltrata; con Calhoun ritirandosi dalla competizione a gennaio, la campagna avrebbe dovuto concentrarsi innanzitutto sulle questioni interne; ma ciò cambiò bruscamente a seguito del Trattato Tyler-Texas.
Van Buren considerò la proposta di annessione del Texas come un esplicito tentativo di sabotare la sua ricandidatura, facendo esacerbare l'alleanza tra i democratici del nord e quelli del sud già notevolmente tesa a causa dell'espansione della schiavitù; la lettera Packenham di Calhoun avrebbe dovuto servire a spronare i Democratici del sud a costringere l'ala nordista del partito ad accettare l'idea dell'annessione, nonostante l'alto rischio di "iniettare aggressivamente il tema schiavista nella loro campagna politica sul Texas".

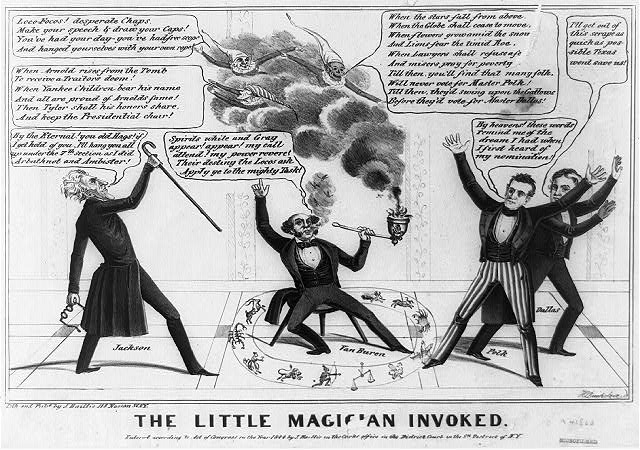
Il "piccolo mago" Van Buren convoca gli spiriti tramite divinazione per prevedere le prospettive elettorali dei Democratici.

#### Lettera Hammet di Van Buren
Van Buren si rese presto conto che accogliere i favorevoli all'espansione della schiavitù nel sud avrebbe scoperto i Democratici del nord alle accuse di compromissione col "potere schiavista" provenienti dalla forte corrente anti-annessione dei Whig settentrionali e anche da parte di alcuni Democratici. Si ritagliò pertanto una posizione enfaticamente anti-texana, cercando di temporeggiare con gli espansionisti sudisti, e delineando uno scenario molto ipotetico per l'annessione del Texas, rinviabile indefinitamente.
Nella Hammett Letter, pubblicata il 27 aprile ma scritta già il 20, consigliava al suo partito di respingere il trattato Tyler-Texas; l'annessione texana come territorio avrebbe dovuto avvenire solo dopo che i cittadini fossero stati consultati sulla questione attraverso un referendum ed inoltre si sarebbe dovuto perseguire la massima cooperazione con il Messico per evitare una guerra per nulla necessaria.
Un'opzione militare avrebbe potuto essere presa in considerazione solo se un'ondata di sostegno popolare si fosse manifestata a favore del Texas, certificata ufficialmente tramite un mandato del Congresso. Sotto questi aspetti Van Buren si dimostrava differente da Clay, che non avrebbe mai tollerato l'annessione senza il preventivo assenso dei messicani.
I sostenitori di Van Buren sperarono in tal modo (in antitesi con la Raleigh Letter di Clay) che la presa di posizione del loro candidato avrebbe lasciato ai pro-annessione del Sud una scelta precisa per il presidente: Martin Van Buren. In questo caso giudicarono molto male la situazione politica. Tyler e i suoi seguaci annessionisti sudisti rappresentavano difatti una minaccia potenzialmente molto più grande di quella rappresentata dallo stesso Clay, in quanto il trattato avrebbe esercitato un'immensa pressione sui Democratici del nord a conformarsi alle richieste sempre più pressanti del sud.
La lettera fallì completamente nell'obiettivo di rassicurare il profondo Sud che sembrava aver risposto favorevolmente alla Lettera Pakenham di Calhoun. Una minoranza dei Democratici del sud rimase quindi convinta che i deputati democratici del nord avrebbero alla fine ignorato l'opposizione dei loro elettori all'espansione della schiavitù e si sarebbero adeguati ad appoggiare l'ingresso del Texas nell'Unione, dietro a pressioni sufficientemente insistenti.
Il sostegno dei Democratici del sud a Martin Van Buren si era eroso, a causa della questione dell'annessione, in una misura che divenne evidente quando l'editore e giornalista del Richmond Enquirer Thomas Ritchie, fino a quel momento suo finanziatore, pose bruscamente fine alla loro alleanza politica più che ventennale, schierandosi a favore dell'annessione immediata.

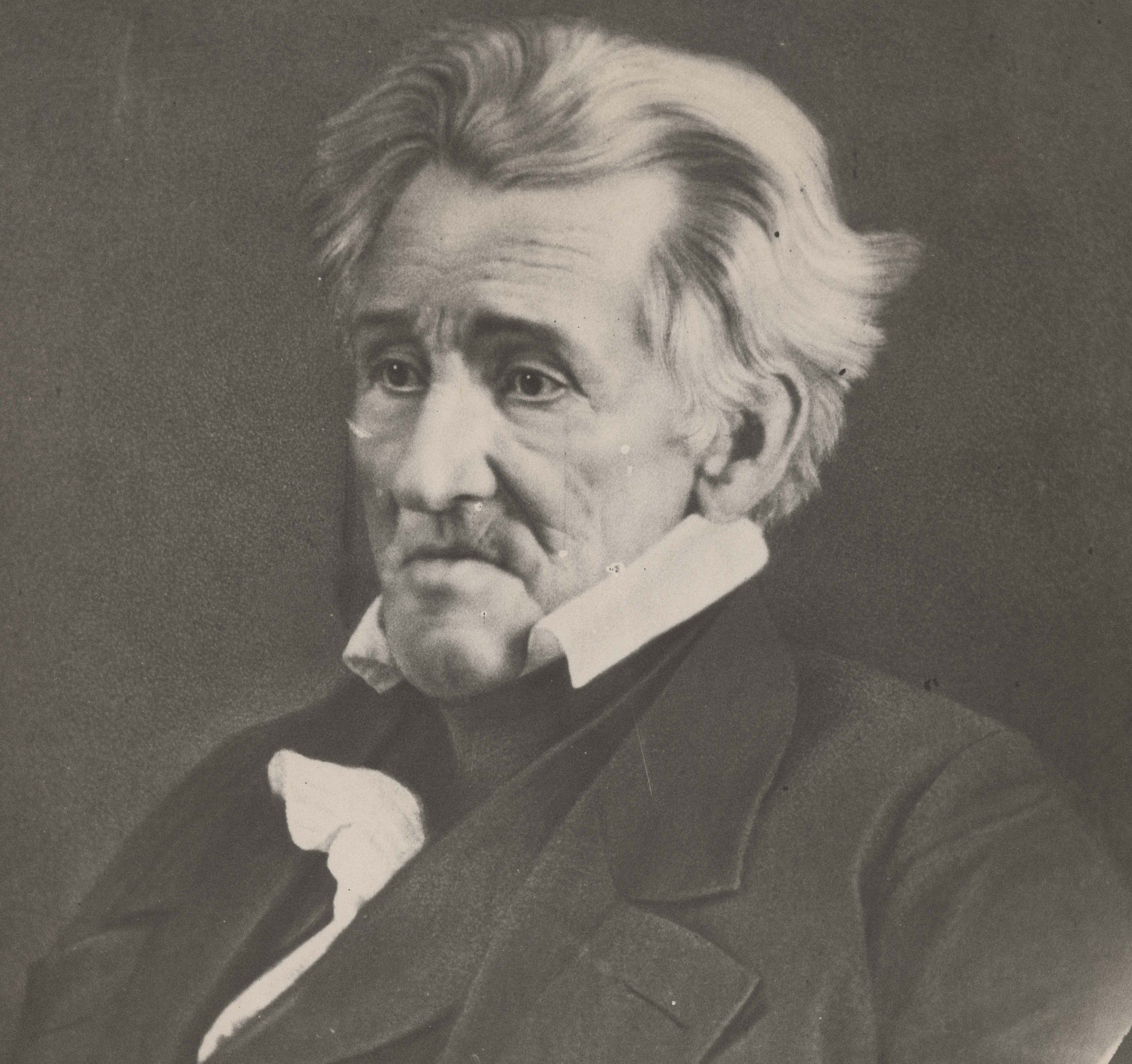
L'ex presidente Andrew Jackson si schierò a favore dell'annessione texana.

#### Scende in campo Andrew Jackson
Il segretario di Stato John C. Calhoun acquisì una notevole credibilità quando l'ex presidente Andrew Jackson annunciò pubblicamente il suo sostegno per l'annessione immediata del Texas. Jackson aveva contribuito a facilitare i negoziati di Tyler già a partire da febbraio 1844, rassicurando il presidente della Repubblica texana Sam Houston che la ratifica del trattato Tyler-Texas da parte del Senato era più che probabile.
Mentre il Senato stava ancora discutendo, Jackson dichiarò che il sostegno popolare tra i texani per l'annessione doveva essere rispettato e che qualsiasi ritardo avrebbe comportato una Repubblica del Texas dominata dagli inglesi i quali avrebbero promosso l'emancipazione degli schiavi, ponendo una grave minaccia militare straniera agli Stati Uniti Sud-Occidentali.
L'ex eroe militare si spinse anche oltre, esortando tutti i Democratici jacksoniani a escludere Van Buren dal "ticket" del partito per cercare invece un candidato alla presidenza pienamente impegnato per l'immediata annessione; nel far ciò Jackson abbandonò la tradizionale formula jeffersoniana-jacksoniana che aveva richiesto alle ali settentrionali e meridionali di scendere a compromessi sulle dispute costituzionali sulla schiavitù.
Il Texas stava fratturando il sostegno di Van Buren tra i Democratici e avrebbe fatto definitivamente "deragliare" la sua nomina.

#### Convention nazionale
La proposta dell'annessione si rivelò il principale problema politico del giorno. Van Buren, inizialmente il candidato favorito, si oppose all'annessione immediata perché avrebbe potuto condurre ad una crisi nel West riguardo all'istituto della schiavitù e portare alla guerra con il Messico. Questa posizione gli costò il sostegno dei Democratici sudisti e espansionisti e non riuscì ad ottenere la nomina.
I delegati respinsero anche la candidatura di Lewis Cass, ex Segretario alla Guerra della presidenza di Andrew Jackson e ex ambasciatore nella Francia della Monarchia di Luglio.

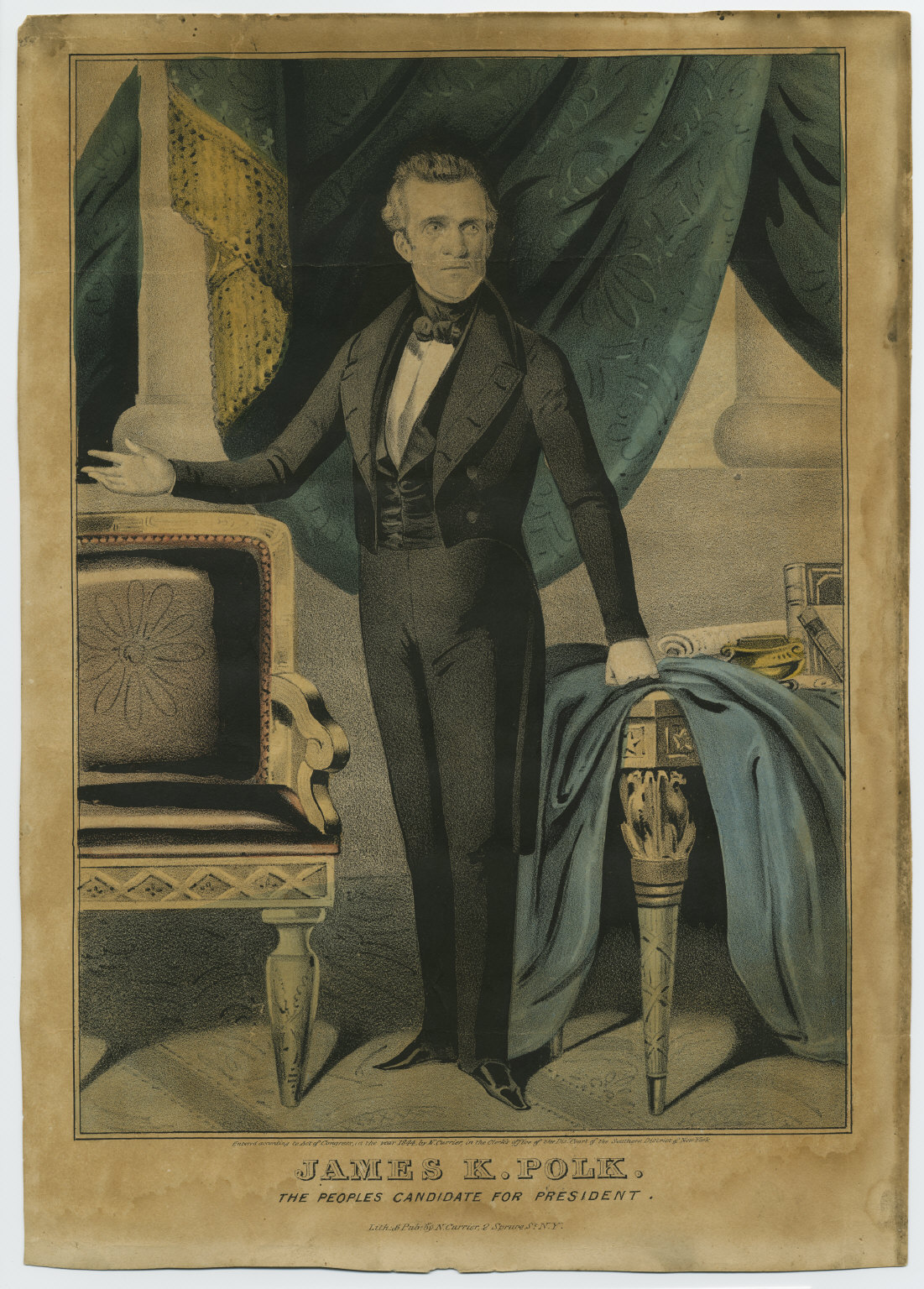
James K. Polk, il "candidato del popolo".

All'ottavo scrutinio lo storico George Bancroft, un delegato del Massachusetts, propose l'ex presidente della Camera James K. Polk come candidato di compromesso; questi sostenne che Texas e Oregon erano in realtà sempre appartenuti agli Stati Uniti di diritto. Reclamò pertanto "l'immediata ri-annessione del Texas" e la "ri-occupazione" del conteso territorio dell'Oregon.

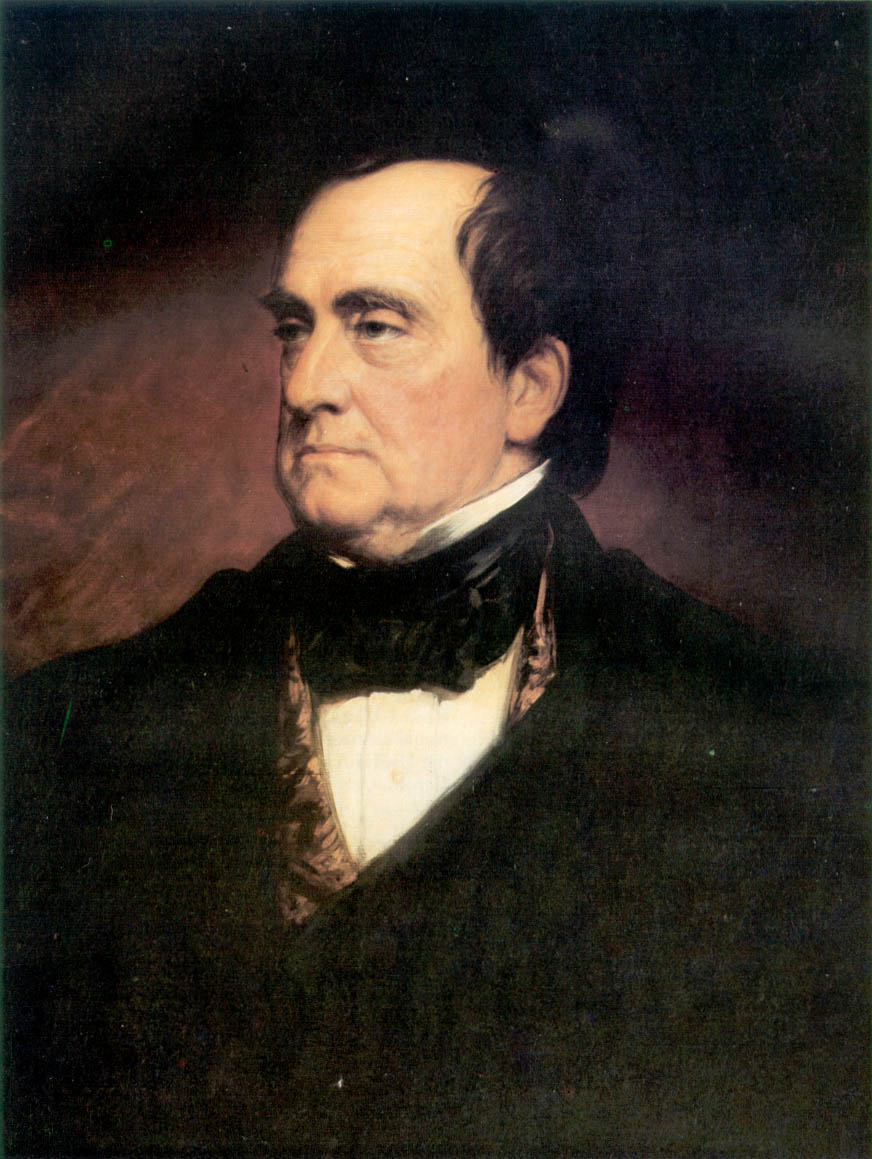
Lewis Cass, senatore per il Michigan.
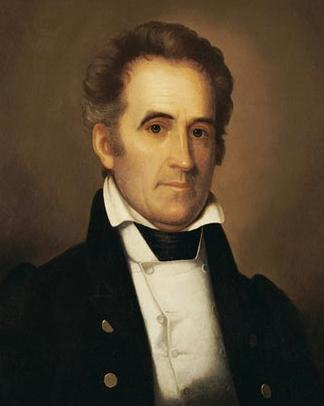
Richard Mentor Johnson, ex Vicepresidente degli Stati Uniti d'America.
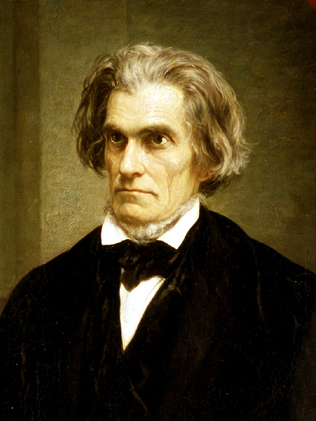
John Calhoun, ex Vicepresidente.
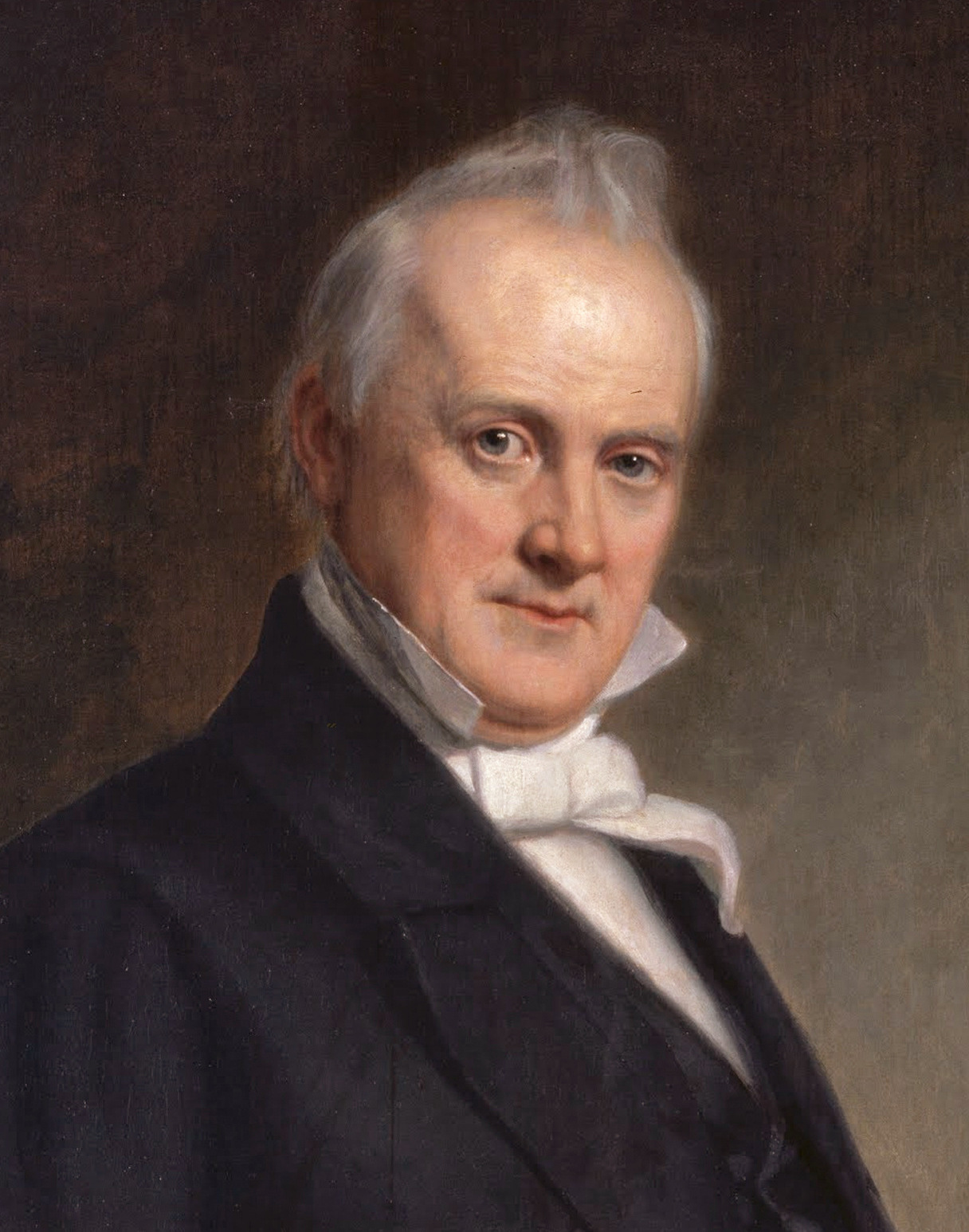
James Buchanan, senatore per la Pennsylvania.
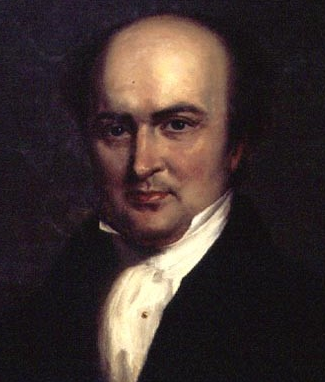
Levi Woodbury, ex segretario al tesoro.
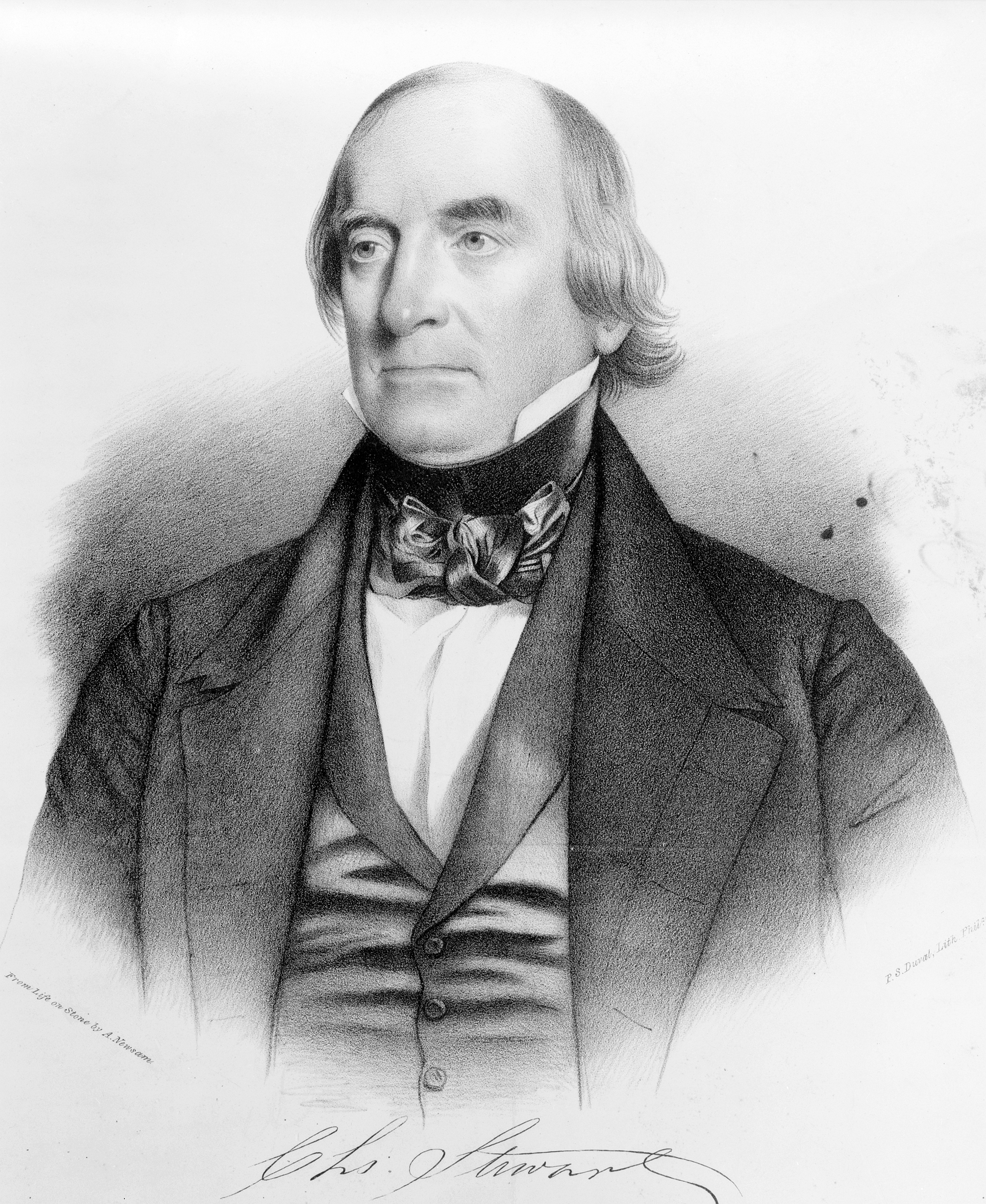
Charles Stewart, ufficiale dell'United States Navy.
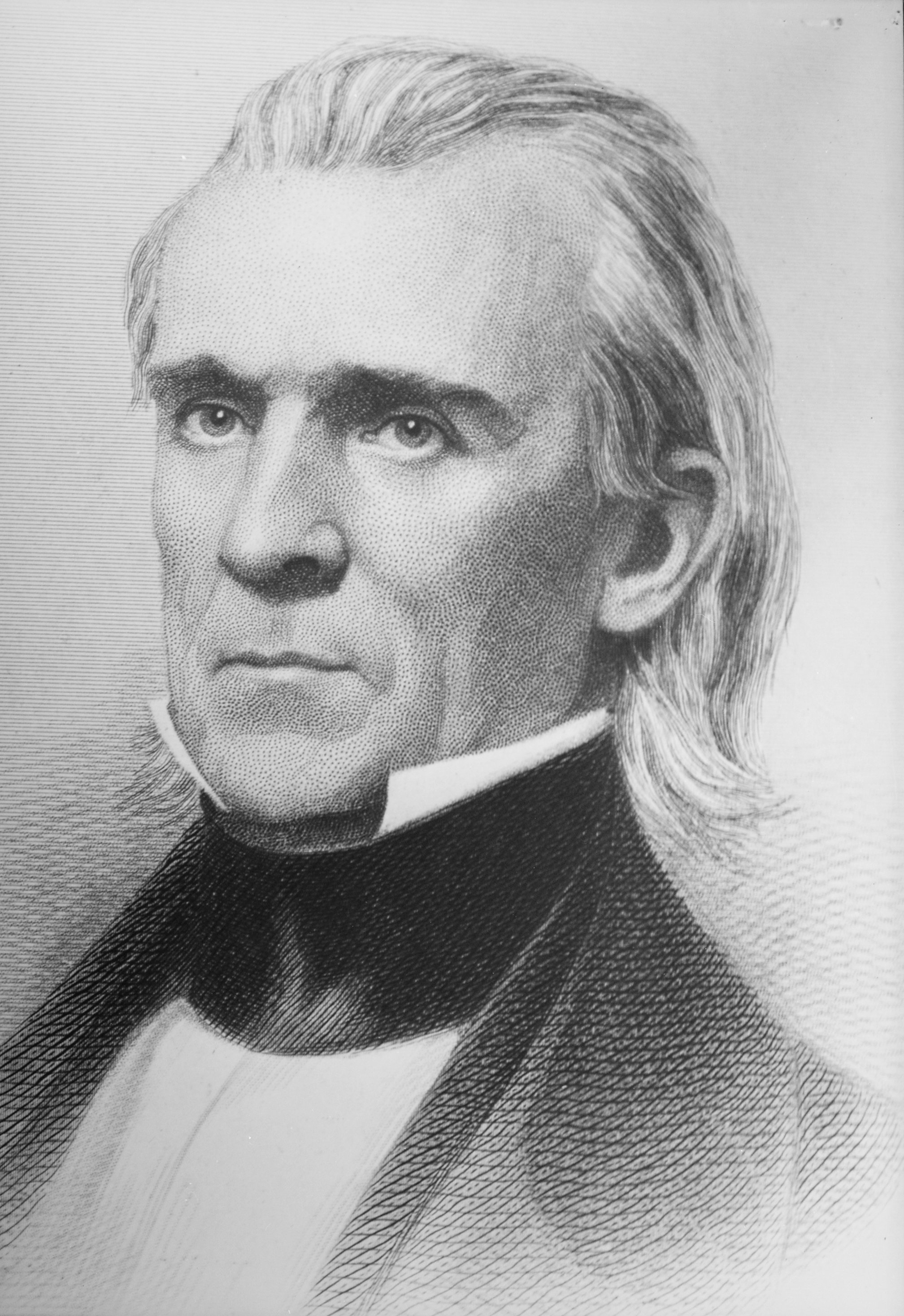
James K. Polk, ex presidente della Camera.

| Votazione     | 1°  | 2°  | 3°  | 4°  | 5°  | 6°  | 7°  | 8°  | 9°  | Ratifica |
| ------------- | --- | --- | --- | --- | --- | --- | --- | --- | --- | -------- |
| M. Van Buren  | 146 | 127 | 121 | 111 | 103 | 101 | 99  | 104 | 0   | 0        |
| L. Cass       | 83  | 94  | 92  | 105 | 107 | 116 | 123 | 114 | 29  | 0        |
| R. M. Johnson | 24  | 33  | 38  | 32  | 29  | 23  | 21  | 0   | 0   | 0        |
| J. Calhoun    | 6   | 1   | 2   | 0   | 0   | 0   | 0   | 0   | 0   | 0        |
| J. Buchanan   | 4   | 9   | 11  | 17  | 26  | 25  | 22  | 0   | 0   | 0        |
| L. Woodbury   | 2   | 1   | 2   | 0   | 0   | 0   | 0   | 0   | 0   | 0        |
| C. Stewart    | 1   | 1   | 0   | 0   | 0   | 0   | 0   | 0   | 0   | 0        |
| J. K. Polk    | 0   | 0   | 0   | 0   | 0   | 0   | 0   | 44  | 231 | 266      |
| Astenuti      | 0   | 0   | 0   | 1   | 1   | 1   | 1   | 4   | 6   | 0        |

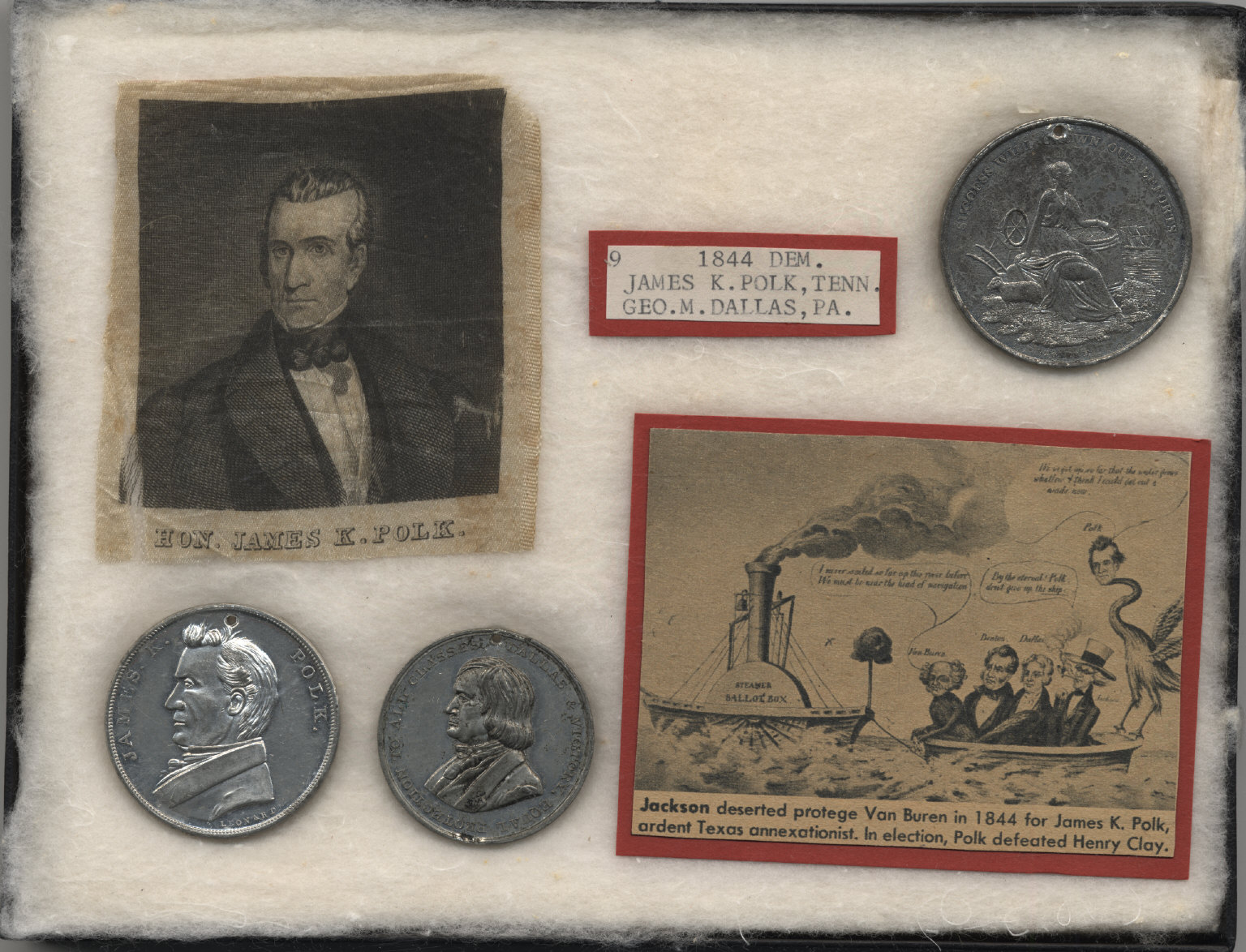
Cimeli della campagna elettorale dei Democratici.

Alla chiamata successiva fu eletto all'unanimità Polk, che divenne così il primo "cavallo scuro", o in ogni caso ben poco conosciuto, candidato alla presidenza; fu poi scelto il senatore Silas Wright di New York per affiancarlo ma egli, un ammiratore di Van Buren, rifiutò la nomina diventando in tal modo la prima persona a declinare una candidatura a vice presidente. Fu quindi eletto George M. Dallas, un avvocato della Pennsylvania.

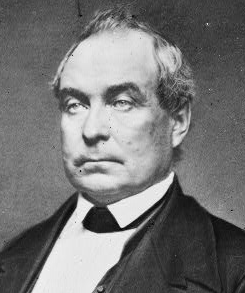
Silas Wright, senatore per New York.
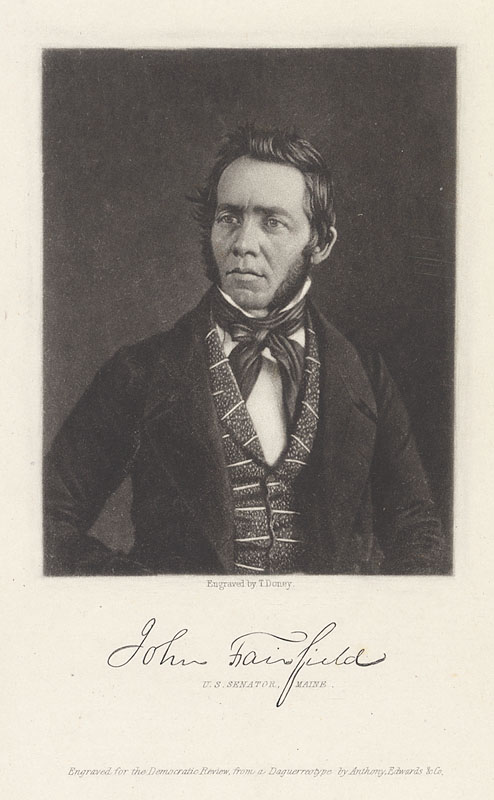
John Fairfield, ex governatore del Maine.
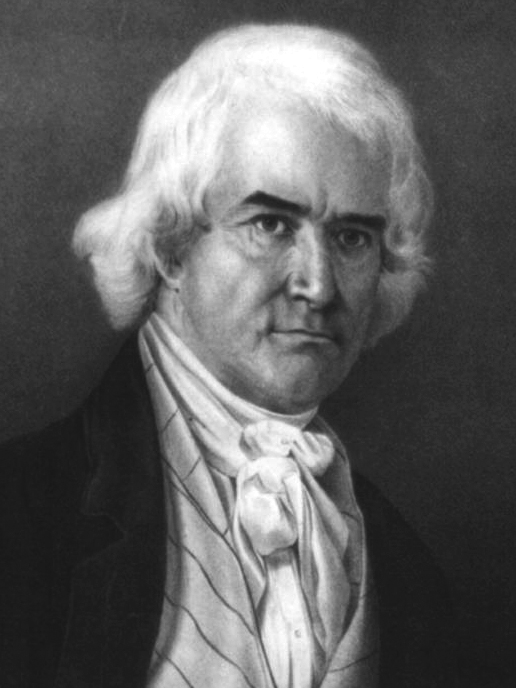
George M. Dallas, senatore per la Pennsylvania.
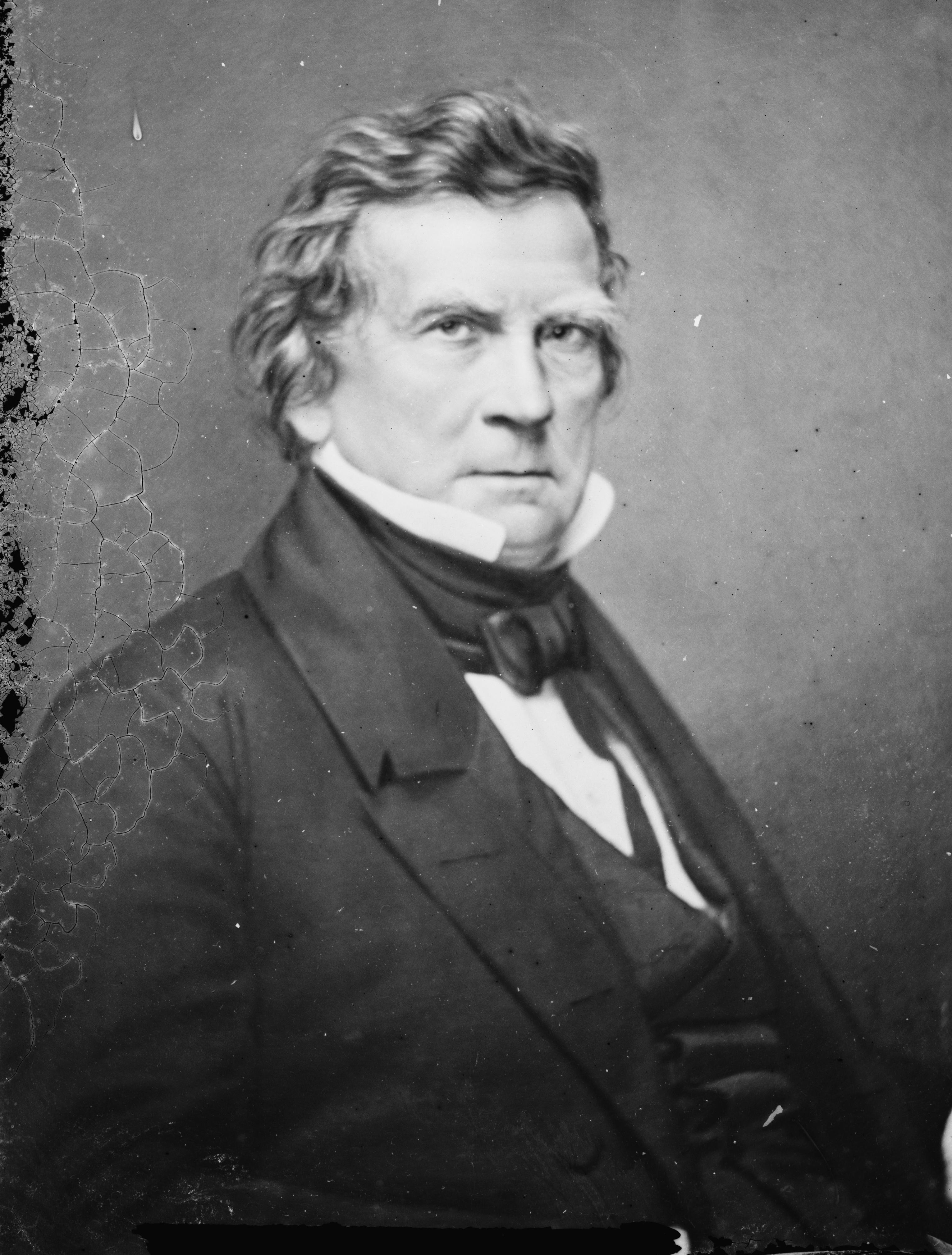
William Marcy, ex governatore di New York.

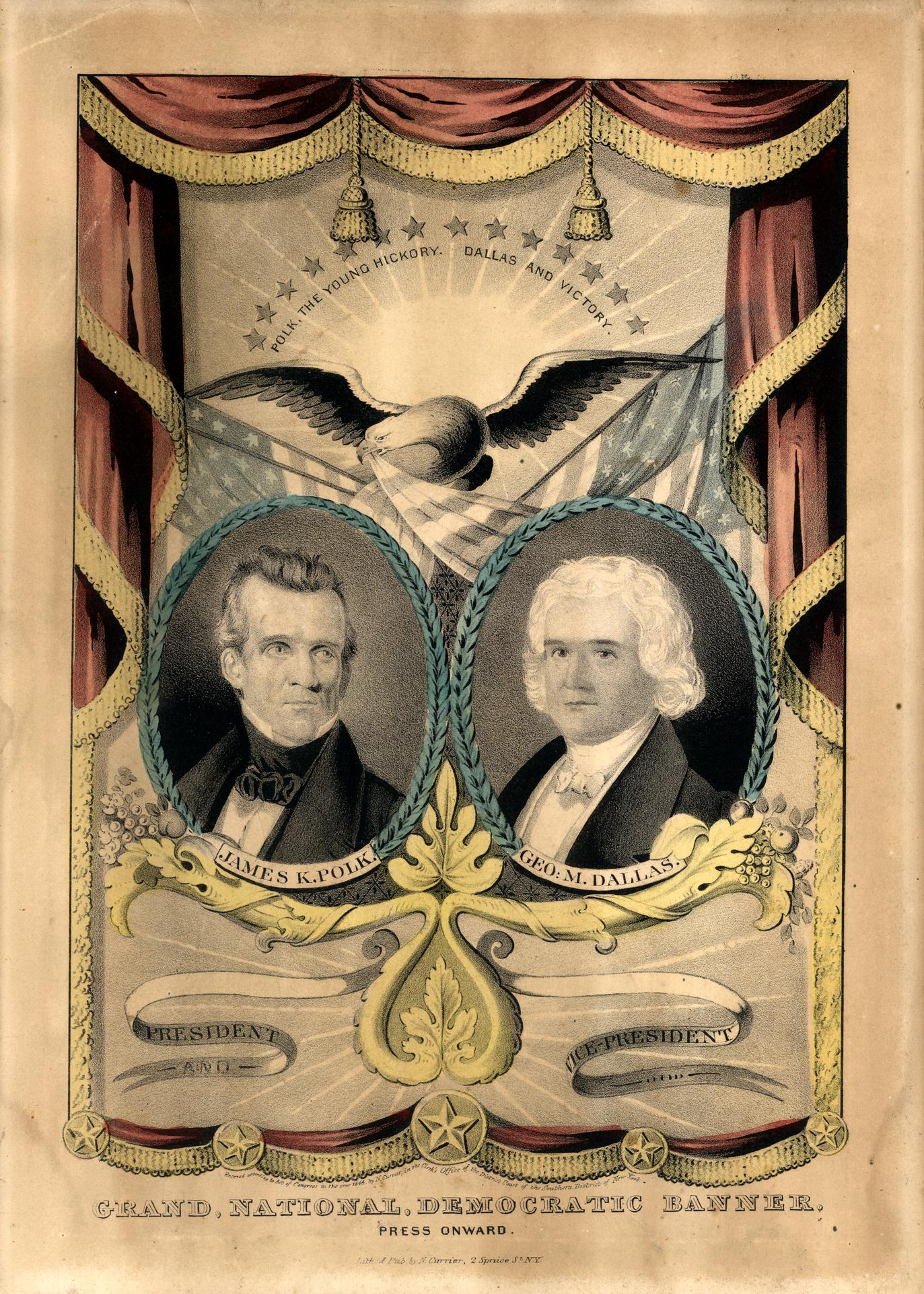
Manifesto elettorale di Polk e Dallas.

| Votazione     | 1°  | 2°  | 3°  |
| ------------- | --- | --- | --- |
| S. Wright     | 258 | 0   | 0   |
| J. Fairfield  | 0   | 107 | 30  |
| L. Woodbury   | 8   | 44  | 6   |
| L. Cass       | 0   | 39  | 0   |
| R. M. Johnson | 0   | 26  | 0   |
| C. Stewart    | 0   | 23  | 0   |
| G. M. Dallas  | 0   | 13  | 230 |
| W. Marcy      | 0   | 5   | 0   |
| Astenuti      | 0   | 11  | 0   |

| Candidati del Partito Democratico, 1844 |                                             |
| James K. Polk                           | George M. Dallas                            |
| per Presidente                          | per Vice Presidente                         |
|                                         |                                             |
| 13º Presidente della Camera (1835-1839) | Ex senatore per la Pennsylvania (1831–1833) |
| Campaign                                |                                             |

#### Tattica elettorale Democratica
Lo storico Sean Wilentz descrive nella maniera seguente alcune delle tattiche utilizzate nel corso della campagna dei Democratici:
Promossero anche i loro candidati a particolari gruppi locali, avendo Polk suggerito assurdamente in una sua lettera inviata ad un abitante di Filadelfia che era a favore di una protezione dei prodotti nazionali con dazi doganali "ragionevoli", mentre attaccavano al contempo il pio umanista Frelinghuysen come un bigotto e cripto anti-cattolico nativista nemico della separazione tra Stato e Chiesa. Per garantire il successo della loro strategia sudista, sminuirono anche notevolmente John Tyler.»

### National Democratic-Republican Party

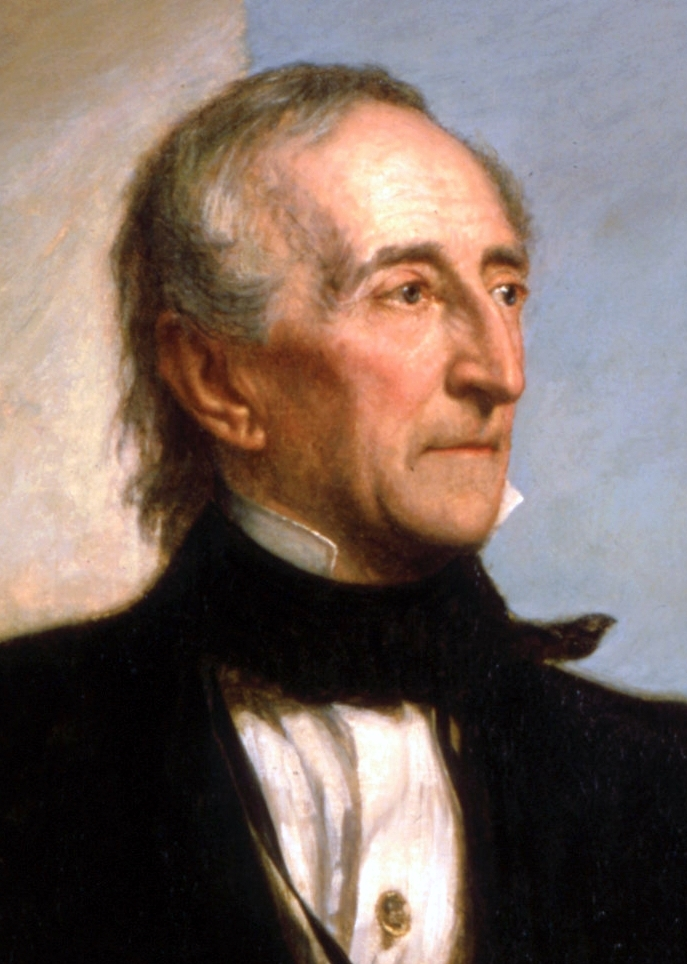
John Tyler, presidente uscente

Dopo che i dibattiti a porte chiuse nella sessione sulle "regole di discussione" e sul trattato di Tyler-Texas al Senato erano trapelati al pubblico il 27 aprile, l'unica speranza del presidente Tyler di favorirne l'approvazione fu quella di intervenire direttamente come candidato. Il suo "Partito Democratico-Repubblicano", che riciclava il nome della precedente formazione di Thomas Jefferson,  il Partito Democratico-Repubblicano, tenne la propria Convention il 27 maggio a Baltimora, a breve distanza da quella democratica. Il presidente in carica fu nominato lo stesso giorno senza alcuna contestazione o dissenso, ed egli accettò il 30 seguente. Non designò alcun vice presidente.
J. K. Polk si trovò di fronte all'altamente probabile prospettiva che la candidatura di Tyler togliesse voti ai Democratici e fornisse a Clay il margine di vittoria necessario in una gara serrata; il presidente ebbe modo di chiarire nel suo discorso di accettazione che la sua preoccupazione principale era la ratifica del suo trattato. Lasciò inoltre intendere che si sarebbe ritirato dalla corsa alla presidenza una volta assicuratosi l'approvazione; informò quindi Polk, attraverso il senatore Robert J. Walker del Mississippi, che i suoi sforzi erano semplicemente un mezzo per mobilitare il sostegno all'annessione texana.
Tyler concentrò le sue risorse negli Stati di New York, Pennsylvania e New Jersey, quelli più in bilico. Poiché molti suoi elettori si sarebbero spostati sui Democratici, il suo ritiro avrebbe potuto rivelarsi indispensabile per Polk. Questi rimase quindi disponibile fino a quando Tyler avrebbe potuto ritirarsi senza sollevare il sospetto di un accordo segreto.
Per consolidare la sua collaborazione, Polk arruolò Andrew Jackson per rassicurare il presidente che l'annessione del Texas sarebbe stata realizzata dalla sua futura amministrazione. Il 20 agosto Tyler abbandonò la corsa e subito i suoi sostenitori cominciarono a muoversi a supporto del candidato democratico.

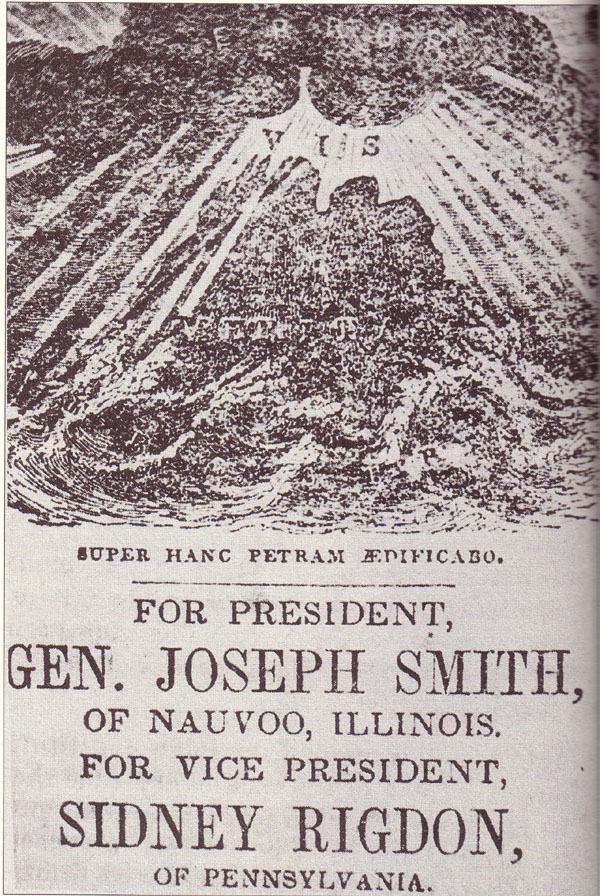
Pamphlet a favore di Smith e Rigdon.

### Altre Nomination

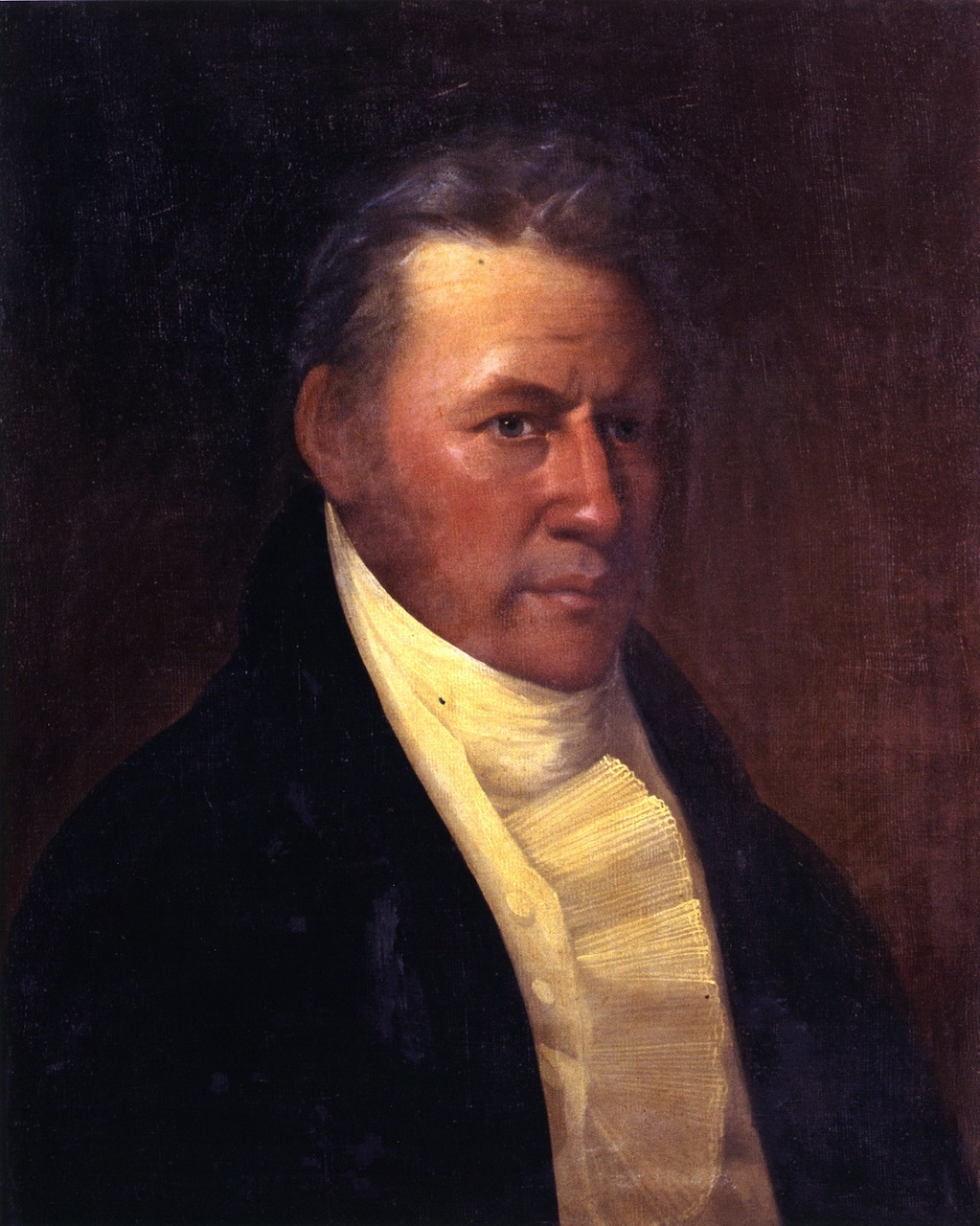
James Gillespie Birney, avvocato del Kentucky e attivista abolizionista.

L'avvocato e editore abolizionista J. G. Birney partecipò come candidato del Liberty Party ed arrivò a raccogliere il 2,3% del voto popolare, ma ottenne oltre l'8% in Massachusetts, New Hampshire e Vermont; le preferenze a lui accordate fecero la differenza nel risultato complessivo tra Clay e Polk. Alcuni studiosi hanno sostenuto che il successo di Birney tra i Whig anti-schiavitù a New York fece diventare decisivo quello Stato a favore di Polk.

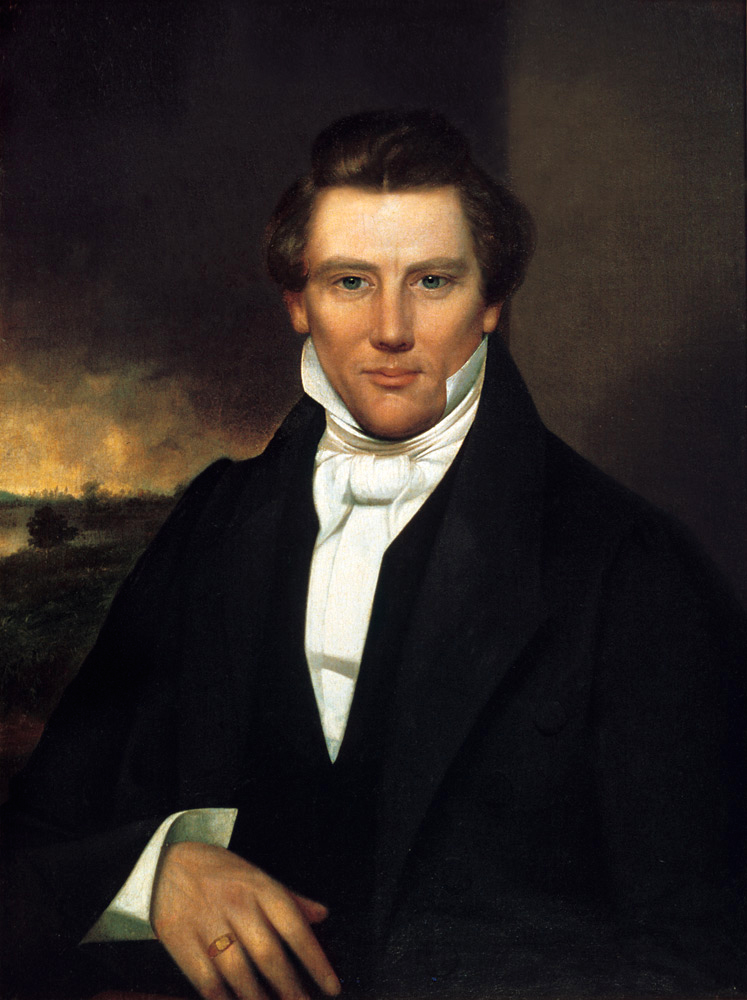
Joseph Smith, fondatore del movimento dei Santi degli ultimi giorni
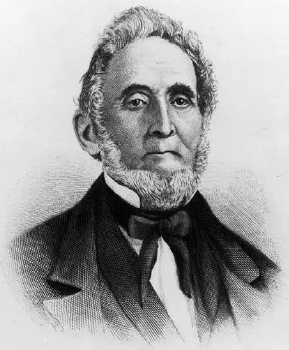
Sidney Rigdon

J. Smith, sindaco di Nauvoo nell'Illinois e fondatore del movimento dei Santi degli ultimi giorni, si candidò come indipendente con S. Rigdon come suo compagno di corsa. Propose il riscatto degli schiavi vendendo terre pubbliche e diminuendo il numero e lo stipendio dei parlamentari; la chiusura definitiva di tutte le prigioni; l'annessione del Texas, dell'Oregon Country e perfino di alcune porzioni del Canada; la garanzia dei diritti internazionali in alto mare; il libero scambio e il ripristino della Seconda banca degli Stati Uniti.
Il suo principale aiutante Brigham Young fece un'attiva propaganda per Smith dicendo: "è a lui che il Dio dei Cieli ha assegnato il compito di salvare questa nazione dalla distruzione e fargli preservare la Costituzione". La campagna si interruppe bruscamente quando fu assalito e ucciso da una folla inferocita mentre si trovava incarcerato a Carthage, nell'Illinois, il 27 giugno.

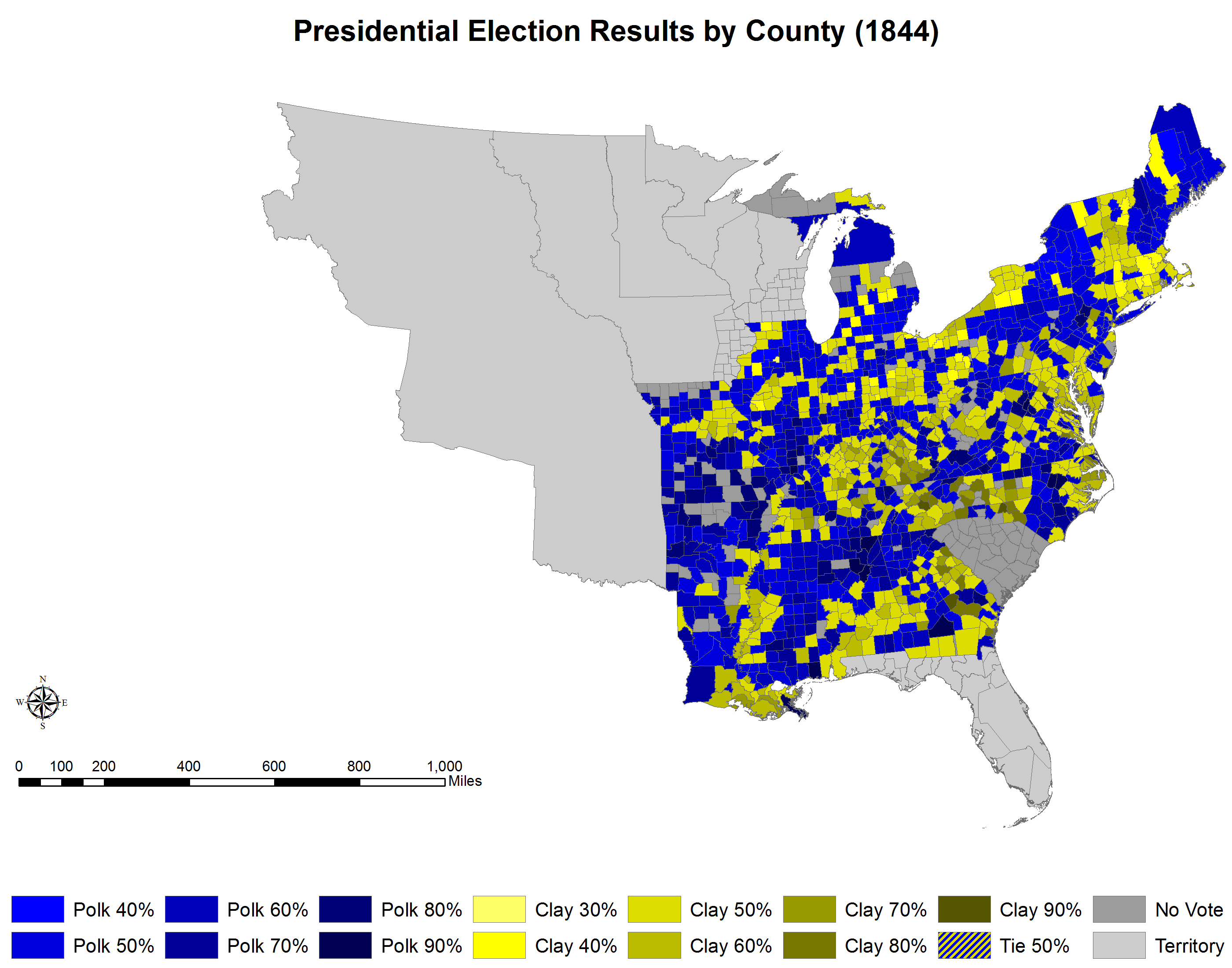
Risultati presidenziali per contea; blu Polk e giallo Clay.

## Risultati
L'adozione da parte di Polk della teoria del "destino manifesto" diede i suoi frutti. Non più identificata con la "crociata meridionale filo-schiavista" di Tyler-Calhoun i Democratici dell'ovest poterono sostenere l'annessione del Texas; essi si avvantaggiarono particolarmente dell'alta affluenza alle urne, in particolar modo nelle regioni del Nord-Ovest e degli Stati del Medio Atlantico. I Whig invece subirono una flessione attorno al 4%.
I Democratici vinsero in Michigan, Illinois e Indiana, e persero di poco l'Ohio, dove il concetto di "destino manifesto" era più seguito.
Nel profondo Sud Clay risultò sconfitto praticamente in ogni Stato, un'enorme inversione rispetto alla elezioni presidenziali del 1840, ma vinse la maggior parte degli Stati centrali e al confine con il sud.
Le indecisioni di Clay sul Texas gli costarono forse i 41 grandi elettori di New York e del Michigan. L'ex proprietario di schiavi, ora abolizionista, J. G. Birney del Liberty Party, ricevette 15.812 e 3.632 voti rispettivamente, sulla base della sua incrollabile posizione contro l'annessione del Texas. Polk la spuntò solo per 5.106 preferenze su 470.062 votanti a New York e per 3.422 su 52.096 nel Michigan. Se Clay fosse riuscito ad ottenere la maggioranza in entrambi quegli Stati, avrebbe sconfitto l'avversario; tuttavia la sua netta opposizione sia all'annessione che all'espansione della schiavitù gli diede notevoli successi tra i Whig del Nord e quasi gli consentì l'elezione.
Questa fu l'ultima volta in cui l'Ohio votò per i Whig e l'ultima che votò contro i Democratici fino a quando non fu vinto dai Repubblicani nelle elezioni presidenziali del 1856; fu anche l'unica volta in cui il vincitore perse sia il suo Stato di nascita sia quello di residenza prima della vittoria di Donald Trump nelle elezioni presidenziali del 2016. È l'unica elezione in cui entrambi i principali candidati sono stati degli ex presidenti della Camera.

### Risultati
| Candidato              | Partito             | Voti      | % voti | Grandi Elettori | Candidato Vicepresidenziale |
| ---------------------- | ------------------- | --------- | ------ | --------------- | --------------------------- |
| James Knox Polk        | Partito Democratico | 1.339.494 | 49,5%  | 170             | George M. Dallas            |
| Henry Clay             | Partito Whig        | 1.300.004 | 48,1%  | 105             | Theodore Frelinghuysen      |
| James Gillespie Birney | Liberty Party       | 62.103    | 2,3%   | 0               | Thomas Morris               |
| Altri                  |                     | 2.058     | 0,1%   | 0               |                             |
| Totale                 |                     | 2.703.659 | 100,0% | 275             |                             |

|        |        |  |       |       |
| ------ | ------ |  | ----- | ----- |
| Polk   | Polk   |  | 49,54 | 49,54 |
| Clay   | Clay   |  | 48,08 | 48,08 |
| Birney | Birney |  | 2,30  | 2,30  |
| Altri  | Altri  |  | 0,08  | 0,08  |

|      |      |  |       |       |
| ---- | ---- |  | ----- | ----- |
| Polk | Polk |  | 61,81 | 61,81 |
| Clay | Clay |  | 38,18 | 38,18 |

### Geografia dei risultati

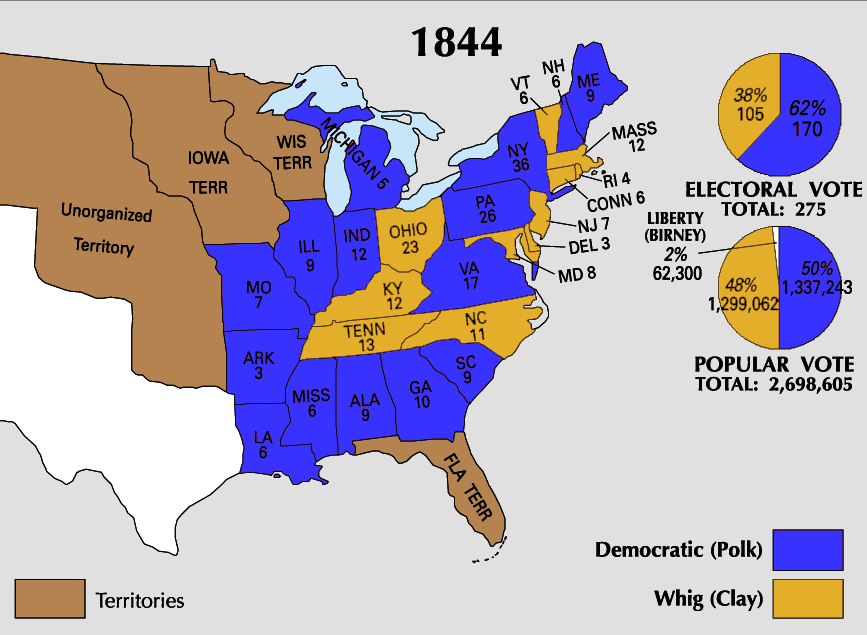
Voti delle elezioni presidenziali per Stato.

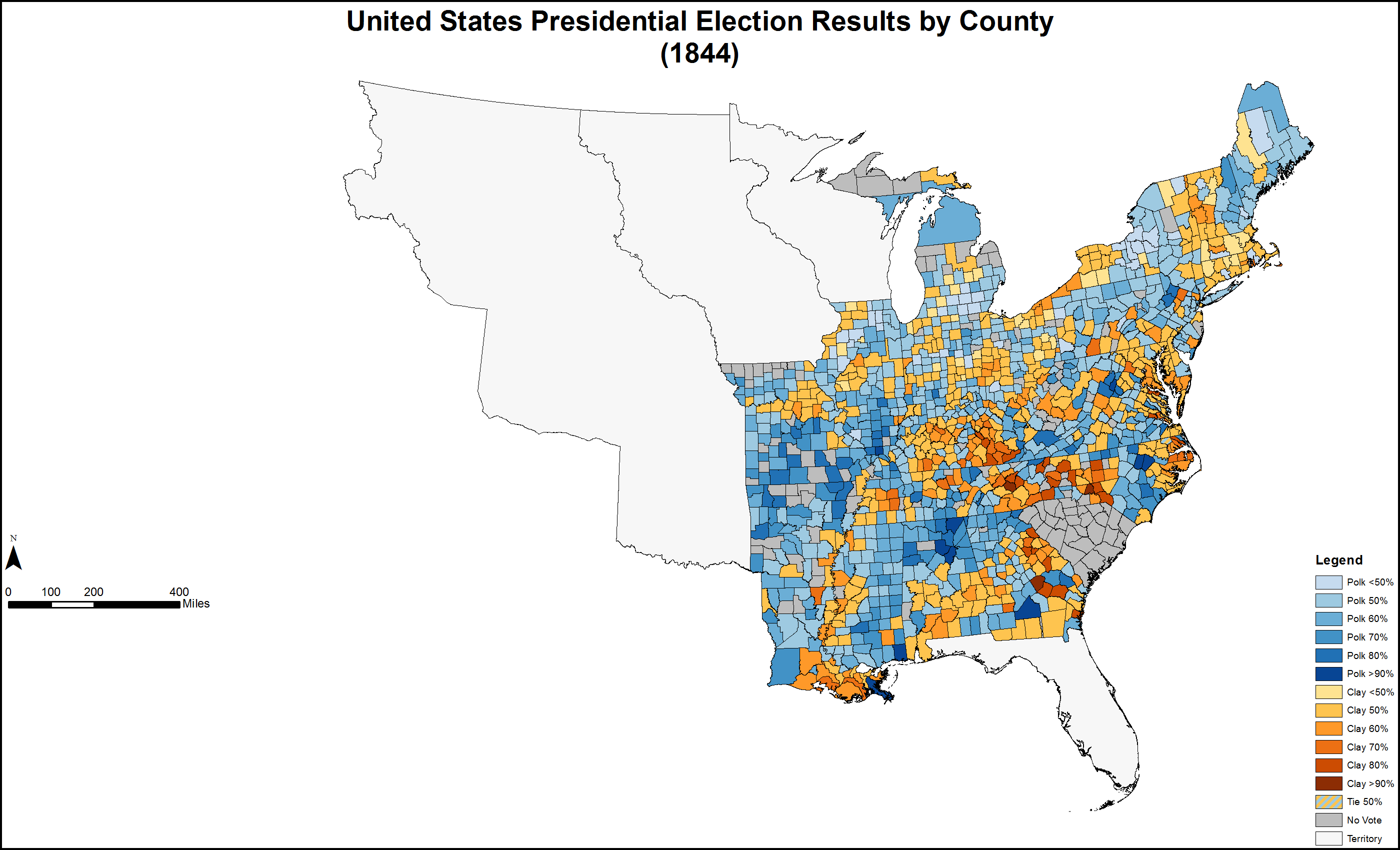
Mappa dei risultati per contea
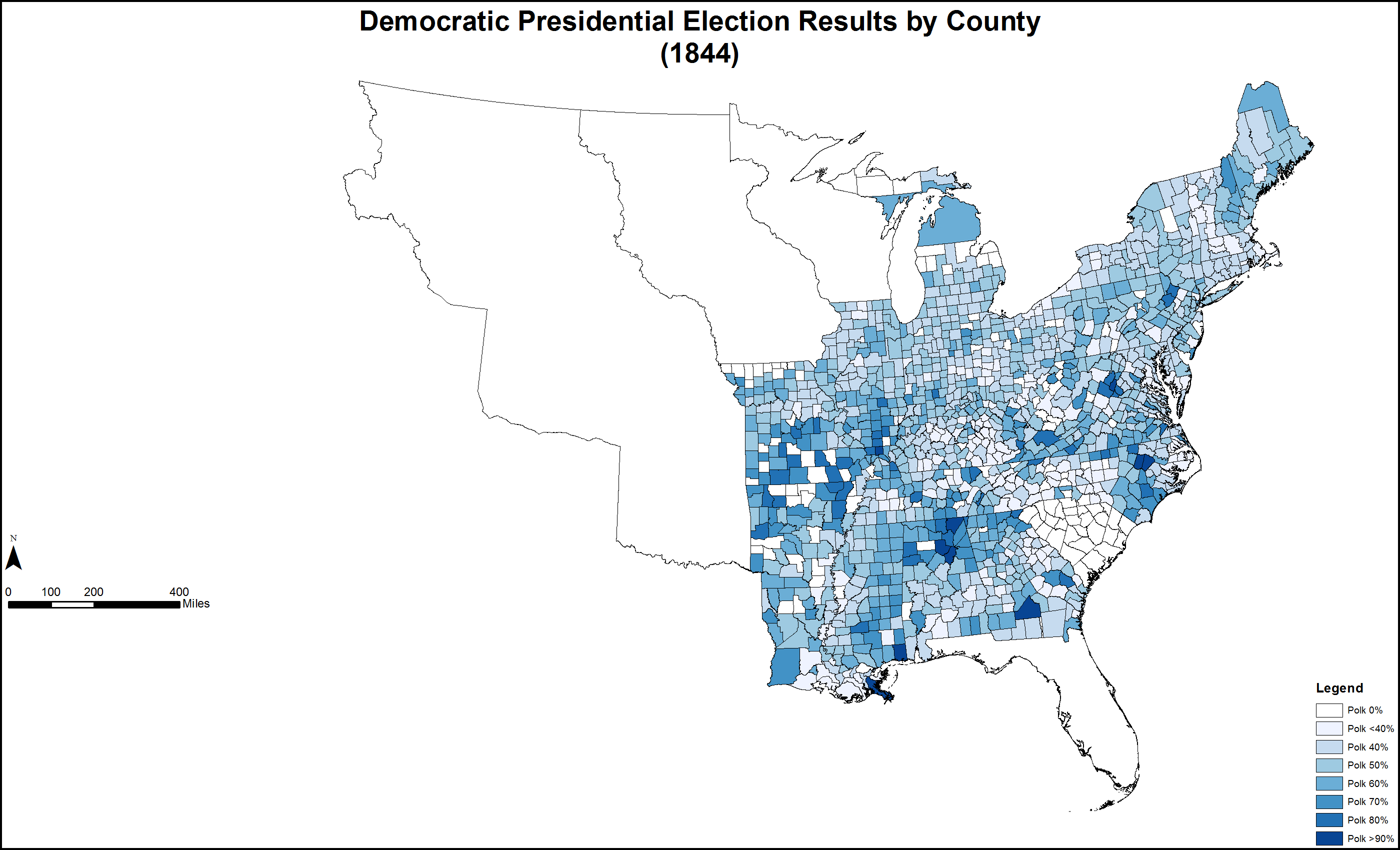
Mappa dei risultati Democratici per contea
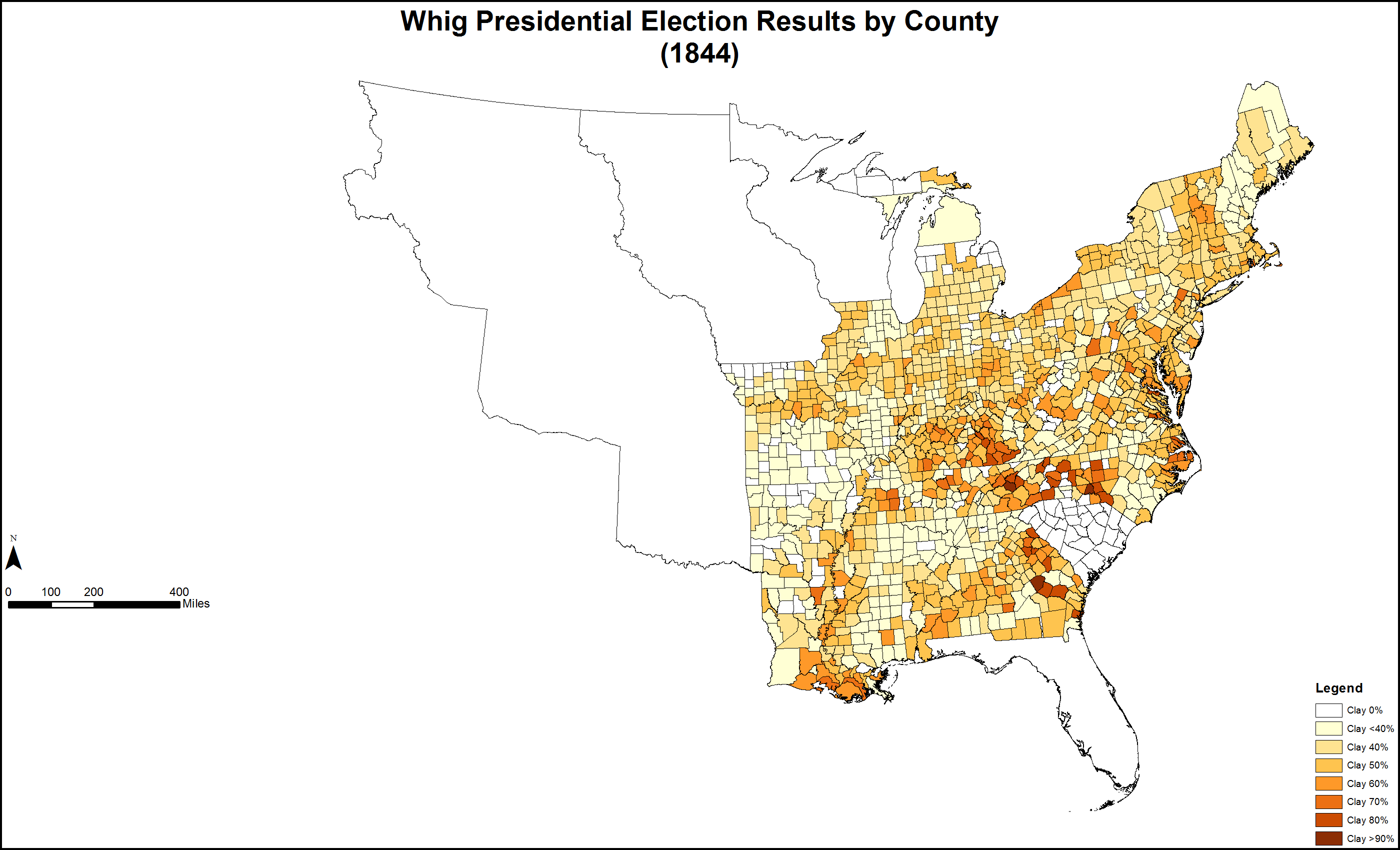
Mappa dei risultati Whig per contea
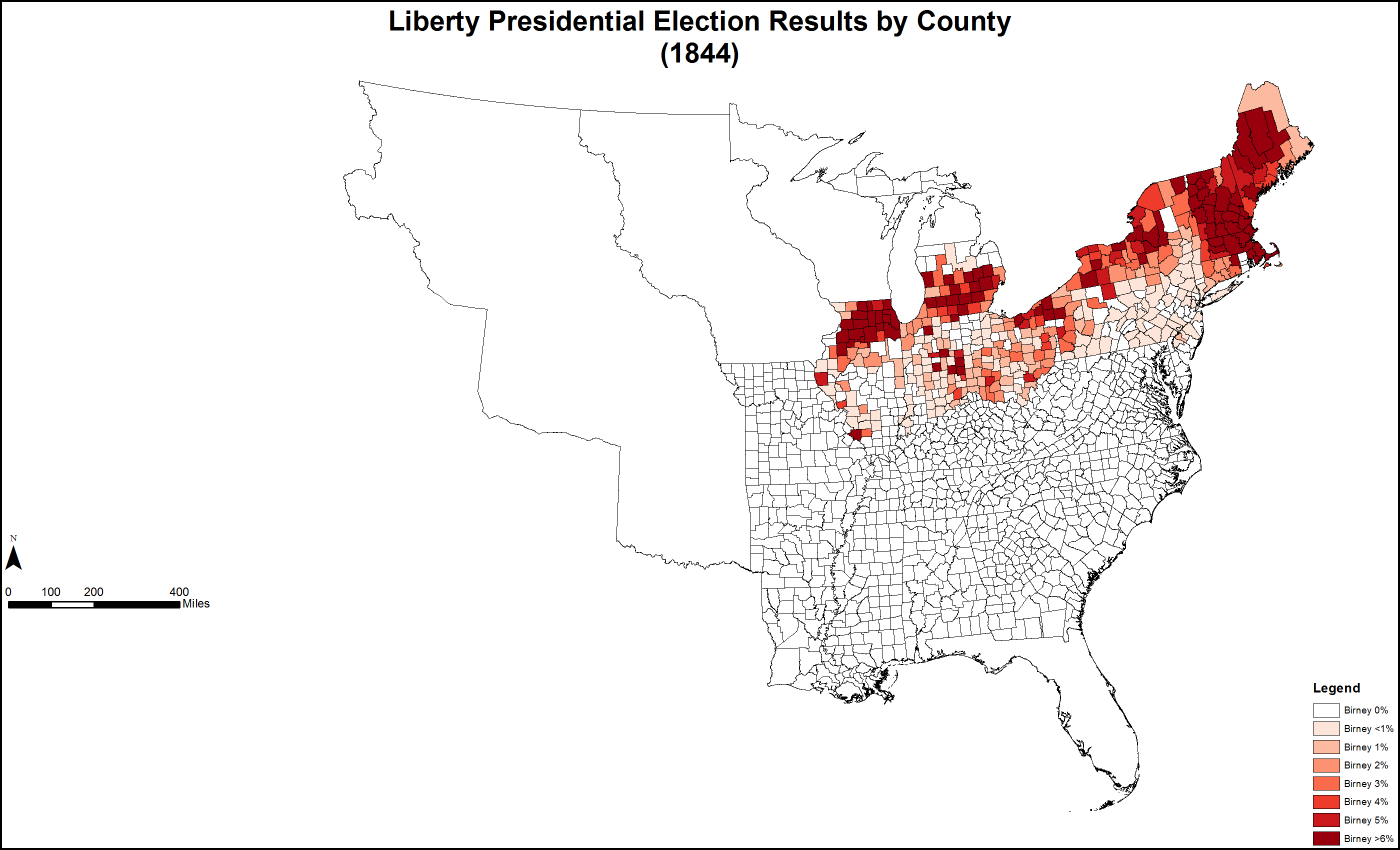
Mappa dei risultati Liberty Party per contea
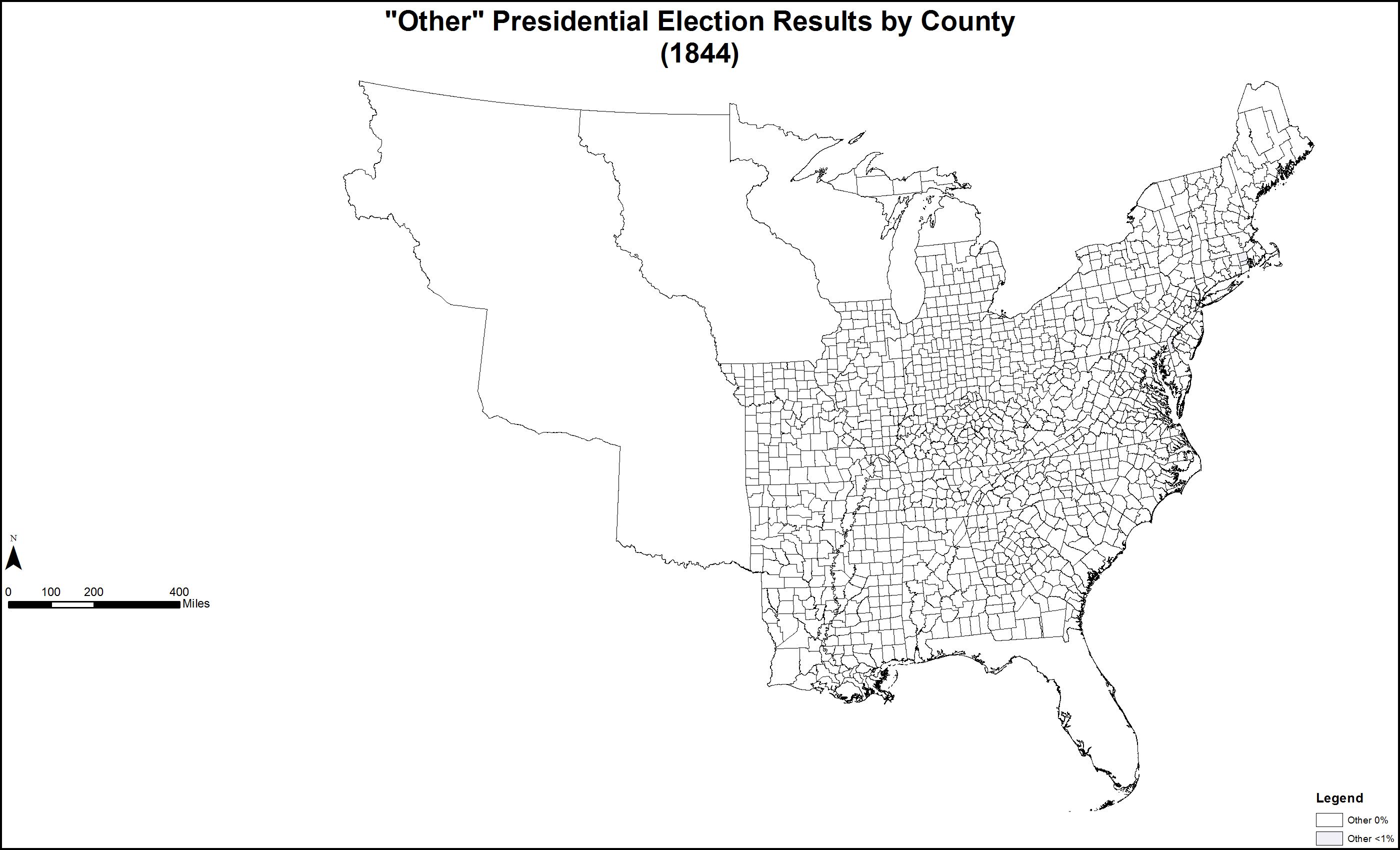
Mappa dei risultati degli "Altri" per contea

### Risultati per Stato
Fonte: Walter Dean Burnham.
| Stati vinti da Polk/Dallas        |                 |                           |                           |                           |                     |                     |                     |                               |                               |                               |              |              |  |  |  |  |
| Stati vinti da Clay/Frelinghuysen |                 |                           |                           |                           |                     |                     |                     |                               |                               |                               |              |              |  |  |  |  |
|                                   |                 | James K. Polk Democratico | James K. Polk Democratico | James K. Polk Democratico | Henry Clay Whig     | Henry Clay Whig     | Henry Clay Whig     | James G. Birney Liberty Party | James G. Birney Liberty Party | James G. Birney Liberty Party | Totale Stati | Totale Stati |  |  |  |  |
| Stato federato                    | Voti elettorali | #                         | %                         | Voti elettorali           | #                   | %                   | Voti elettorali     | #                             | %                             | Voti elettorali               | #            |              |  |  |  |  |
| Alabama                           | 9               | 37.401                    | 58,99                     | 9                         | 26,002              | 41,01               | -                   | non presente                  | non presente                  | non presente                  | 63.403       | AL           |  |  |  |  |
| Arkansas                          | 3               | 9.546                     | 63,01                     | 3                         | 5.604               | 36,99               | -                   | non presente                  | non presente                  | non presente                  | 15.150       | AR           |  |  |  |  |
| Carolina del Nord                 | 11              | 39.287                    | 47,61                     | -                         | 43.232              | 52,39               | 11                  | non presente                  | non presente                  | non presente                  | 82.521       | NC           |  |  |  |  |
| Carolina del Sud                  | 9               | senza voto popolare       | senza voto popolare       | 9                         | senza voto popolare | senza voto popolare | senza voto popolare | senza voto popolare           | senza voto popolare           | senza voto popolare           | -            | SC           |  |  |  |  |
| Connecticut                       | 6               | 29.841                    | 46,18                     | -                         | 32.832              | 50,81               | 6                   | 1.943                         | 3,01                          | -                             | 64.616       | CT           |  |  |  |  |
| Delaware                          | 3               | 5.970                     | 48,75                     | -                         | 6.271               | 51,20               | 3                   | non presente                  | non presente                  | non presente                  | 12.247       | DE           |  |  |  |  |
| Georgia                           | 10              | 44.147                    | 51,19                     | 10                        | 42.100              | 48.81               | -                   | non presente                  | non presente                  | non presente                  | 86.247       | GA           |  |  |  |  |
| Illinois                          | 9               | 58.795                    | 53.91                     | 9                         | 45.854              | 42,05               | -                   | 3.469                         | 3,18                          | -                             | 109.057      | IL           |  |  |  |  |
| Indiana                           | 12              | 70.181                    | 50,07                     | 12                        | 67.867              | 48,42               | -                   | 2.106                         | 1,50                          | -                             | 140.154      | IN           |  |  |  |  |
| Kentucky                          | 12              | 51.988                    | 45,91                     | -                         | 61.249              | 54,09               | 12                  | non presente                  | non presente                  | non presente                  | 116.865      | KY           |  |  |  |  |
| Louisiana                         | 6               | 13.782                    | 51,30                     | 6                         | 13.083              | 48,70               | -                   | non presente                  | non presente                  | non presente                  | 26.865       | LA           |  |  |  |  |
| Maine                             | 9               | 45.719                    | 53,83                     | 9                         | 34.378              | 40,48               | -                   | 4.836                         | 5,69                          | -                             | 84.933       | ME           |  |  |  |  |
| Maryland                          | 8               | 32.706                    | 47,61                     | -                         | 35.984              | 52,39               | 8                   | non presente                  | non presente                  | non presente                  | 68.690       | MD           |  |  |  |  |
| Massachusetts                     | 12              | 53.039                    | 40,17                     | -                         | 67.062              | 50,79               | 12                  | 10.830                        | 8,20                          | -                             | 132.037      | MA           |  |  |  |  |
| Michigan                          | 5               | 27.737                    | 49,75                     | 5                         | 24.375              | 43,72               | -                   | 3.639                         | 6,53                          | -                             | 55,751       | MI           |  |  |  |  |
| Mississippi                       | 6               | 25.846                    | 57,43                     | 6                         | 19.158              | 42,57               | -                   | non presente                  | non presente                  | non presente                  | 45.004       | MS           |  |  |  |  |
| Missouri                          | 7               | 41.322                    | 56,98                     | 7                         | 31.200              | 43,02               | -                   | non presente                  | non presente                  | non presente                  | 72.522       | MO           |  |  |  |  |
| New Hampshire                     | 6               | 27.160                    | 55,22                     | 6                         | 17.866              | 36,32               | -                   | 4.161                         | 8,46                          | -                             | 49.187       | NH           |  |  |  |  |
| New Jersey                        | 7               | 37.495                    | 49,37                     | -                         | 38.318              | 50,46               | 7                   | 131                           | 0,17                          | -                             | 75.944       | NJ           |  |  |  |  |
| New York                          | 36              | 237.588                   | 48,90                     | 36                        | 232.482             | 47,85               | -                   | 15.812                        | 3,25                          | -                             | 485.882      | NY           |  |  |  |  |
| Ohio                              | 23              | 149.061                   | 47,74                     | -                         | 155.113             | 49,68               | 23                  | 8.050                         | 2,58                          | -                             | 312.224      | OH           |  |  |  |  |
| Pennsylvania                      | 26              | 167.447                   | 50,50                     | 26                        | 161.125             | 48,59               | -                   | 3.000                         | 0,90                          | -                             | 331.572      | PA           |  |  |  |  |
| Rhode Island                      | 4               | 4.867                     | 39,58                     | -                         | 7.322               | 59,55               | 4                   | 107                           | 0,87                          | -                             | 12.296       | RI           |  |  |  |  |
| Tennessee                         | 13              | 59.917                    | 49,95                     | -                         | 60.040              | 50,05               | 13                  | non presente                  | non presente                  | non presente                  | 119.957      | TN           |  |  |  |  |
| Vermont                           | 6               | 18.049                    | 36,96                     | -                         | 26.780              | 54,84               | 6                   | 3.970                         | 8,13                          | -                             | 48.829       | VT           |  |  |  |  |
| Virginia                          | 17              | 50.679                    | 53,05                     | 17                        | 44.860              | 46,95               | -                   | non presente                  | non presente                  | non presente                  | 95.539       | VA           |  |  |  |  |
| Stati Uniti:                      | 275             | 1.339.570                 | 49,54                     | 170                       | 1.300.157           | 48,09               | 105                 | 62.054                        | 2,30                          | -                             | 2.703.864    | US           |  |  |  |  |
| MAGGIORANZA GRANDI ELETTORI:      | 138             |                           |                           |                           |                     |                     |                     |                               |                               |                               |              |              |  |  |  |  |

## Conseguenze
L'elezione di Polk confermò il desiderio della popolazione americana di espandersi verso Ovest: l'annessione texana fu formalizzata il 1º marzo del 1845, prima che il presidente entrasse in carica. Come temuto, il Messico però rifiuterà di accettare lo stato di cose venutosi a creare e pertanto di lì a meno di un anno scoppierà la guerra messico-statunitense.
Come la principale questione rappresentata dal Texas si stabilì, invece di reclamare la totalità dell'Oregon Country si cercherà di avviare una trattativa di compromesso con il risultato che gli Stati Uniti e il Regno Unito negoziarono il trattato dell'Oregon il quale dividerà il conteso territorio dell'Oregon tra le due nazioni.

### Altre letture
- Oliver Perry Chitwood, John Tyler, Champion of the Old South, 1939.
- Davies, Gareth, and Julian E. Zelizer, eds. America at the Ballot Box: Elections and Political History (2015) pp. 36–58.
- J. George Harris, Polk's Campaign Biography, a cura di Wayne Cutler (ed.), University of Tennessee Press, 1990.
- Michael F. Holt, The Rise and Fall of the American Whig Party: Jacksonian Politics and the Onset of the Civil War, Oxford University Press, 1999, ISBN 0-19-505544-6.
- Eugene I. McCormac, James K. Polk: A Political Biography, 1922.
- James C. N. Paul, Rift in the Democracy, 1951.
- Robert V. Remini, Henry Clay: Statesman for the Union, 1991.
- *Roach, George W. "The Presidential Campaign of 1844 in New York State." New York History (1938) 19#2 pp: 153-172.
- Charles Grier, Jr. Sellers, James K. Polk, Continentalist, 1843–1846, vol 2 of biography, 1966.
- Sean Wilentz, Divided Democrats and the Election of 1844, in The Rise of American Democracy: Jefferson to Lincoln, 1st, New York, W.W. Norton & Company, Inc., 2005,  pp. 566–575, ISBN 0-393-32921-6.
- A Historical Analysis of the Electoral College, in The Green Papers. URL consultato il 17 settembre 2005.
- Ohio History Central, in Ohio History Central Online Encyclopedia. URL consultato l'8 novembre 2006.